# Evoluzione territoriale della Polonia
La Polonia (in polacco Polska) è uno Stato situato nell'Europa centrale e ha una superficie di 312696 km², che la rende il 9º paese più grande d'Europa e il 69º del mondo. Confina con la Germania a ovest, con la Repubblica Ceca e la Slovacchia a sud, con l'Ucraina, la Bielorussia e la Lituania a est e con la Russia (tramite l'exclave russa dell'oblast di Kaliningrad) a nord.

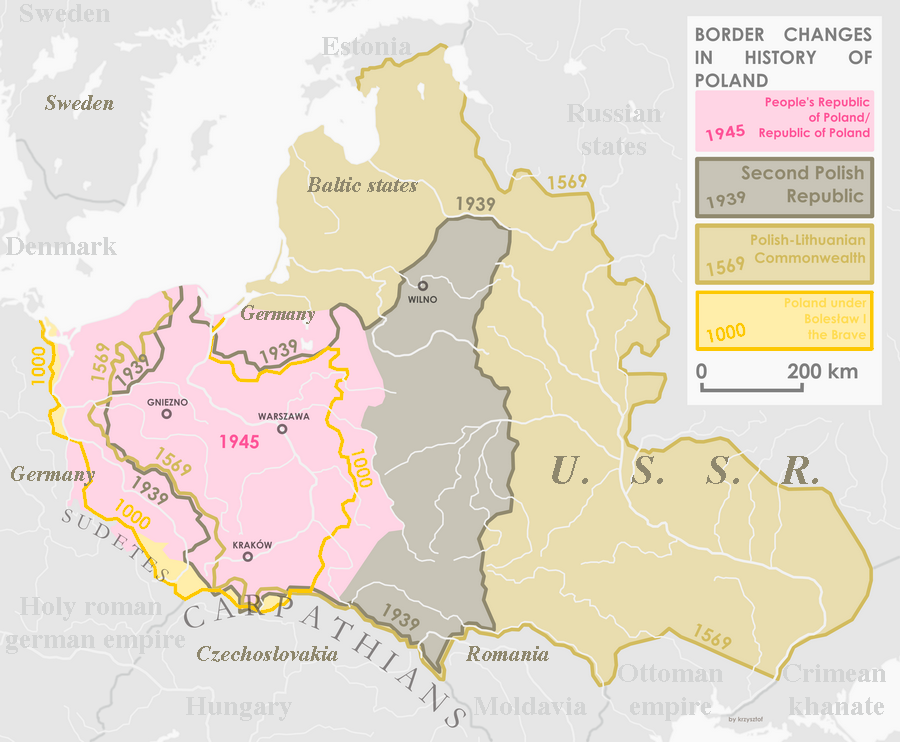
Variazione dei confini della Polonia negli anni 1000, 1569, 1939 e 1945.

## Contesto storico
Nel 1492, il territorio della Polonia-Lituania - senza contare i feudi di Mazovia, Moldavia e Prussia orientale - copriva 1.115.000 km², superficie che ne faceva l'entità territoriale più grande d'Europa; nel 1793 era sceso a 215.000 km², le stesse dimensioni della Gran Bretagna, e nel 1795, con la terza spartizione della Polonia, scomparve completamente. La prima incarnazione della Polonia del XX secolo, la Seconda Repubblica Polacca, occupava 389.720 km² mentre, dal 1945, una Polonia più occidentale copriva 312.677 km².
I polacchi sono i più numerosi degli slavi occidentali e occupano quella che alcuni ritengono essere la patria originaria dei popoli slavi. Mentre altri gruppi migravano, i Polani rimasero lungo la Vistola, dalle sorgenti del fiume all'estuario del Mar Baltico; non c'è nessun'altra nazione europea centrata a tal punto su un fiume. L'istituzione di uno stato polacco è spesso identificata con l'adozione del cristianesimo da parte di Mieszko I nel 966 d.C., quando lo stato copriva un territorio simile a quello dell'attuale Polonia. Nel 1025 la Polonia divenne un regno e nel 1569 consolidò una lunga associazione con il Granducato di Lituania firmando l'Unione di Lublino, formando la Confederazione polacco-lituana, uno dei paesi più grandi e popolosi dell'Europa del XVI e XVII secolo.

Variazioni territoriali della Polonia dal 1635 al 2009

## Evoluzione territoriale

### Ducato di Prussia
Nel 1525, durante la Riforma Protestante, il Gran maestro dell'Ordine teutonico, Alberto di Hohenzollern, secolarizzò il territorio prussiano dello Stato monastico dei Cavalieri Teutonici, diventando Alberto, Duca di Prussia. Il Ducato di Prussia, che aveva la sua capitale a Königsberg (attuale Kaliningrad, i Russia), fu istituito come feudo della Corona di Polonia.

### Ducato di Curlandia e Semigallia
Il Ducato di Curlandia e Semigallia fu uno stato vassallo della Corona del Regno di Polonia dal 1569 al 1726, anno in cui venne ufficialmente annesso alla Confederaʐione polacco-lituana. Nel 1561, durante la guerra di Livonia, la Confederazione di Livonia fu smantellata e l'Ordine di Livonia, un ordine di cavalieri tedeschi, fu sciolto. Sulla base del Trattato di Vilnius (1561), la parte meridionale dell'Estonia e la parte settentrionale della Lettonia furono cedute al Granducato di Lituania e formate nel Ducato di Livonia (Ducatus Ultradunensis in lingua latina, Pārdaugavas hercogiste in lettone).

## Regno di Polonia

### 992

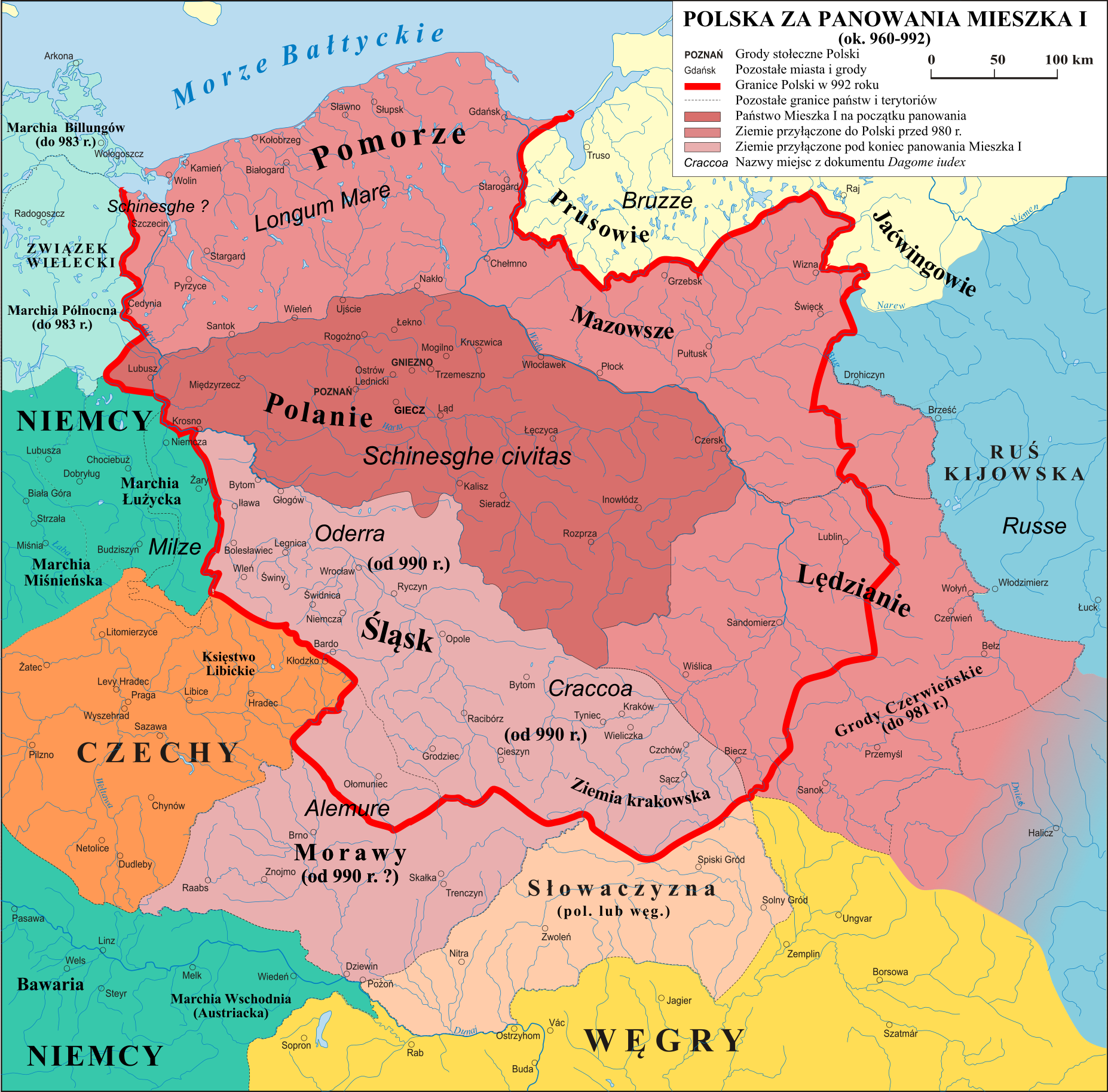
La Polonia (rosa scuro) e le conquiste durante il regno di Mieszko (ca. 960–992)

Mieszko I di Polonia è stato il primo sovrano storico del primo stato polacco indipendente mai registrato: il Ducato di Polonia. A lui si deve l'introduzione e la successiva diffusione del cristianesimo in Polonia. Durante il suo lungo regno la maggior parte dei territori abitati da tribù polacche e altri slavi occidentali furono temporaneamente aggiunti al suo territorio in un unico stato polacco, che presto sarebbe divenuto di nuovo indipendente. L'ultima delle sue conquiste fu la Slesia e la Piccola Polonia che furono incorporate qualche tempo prima del 990.

### 1025

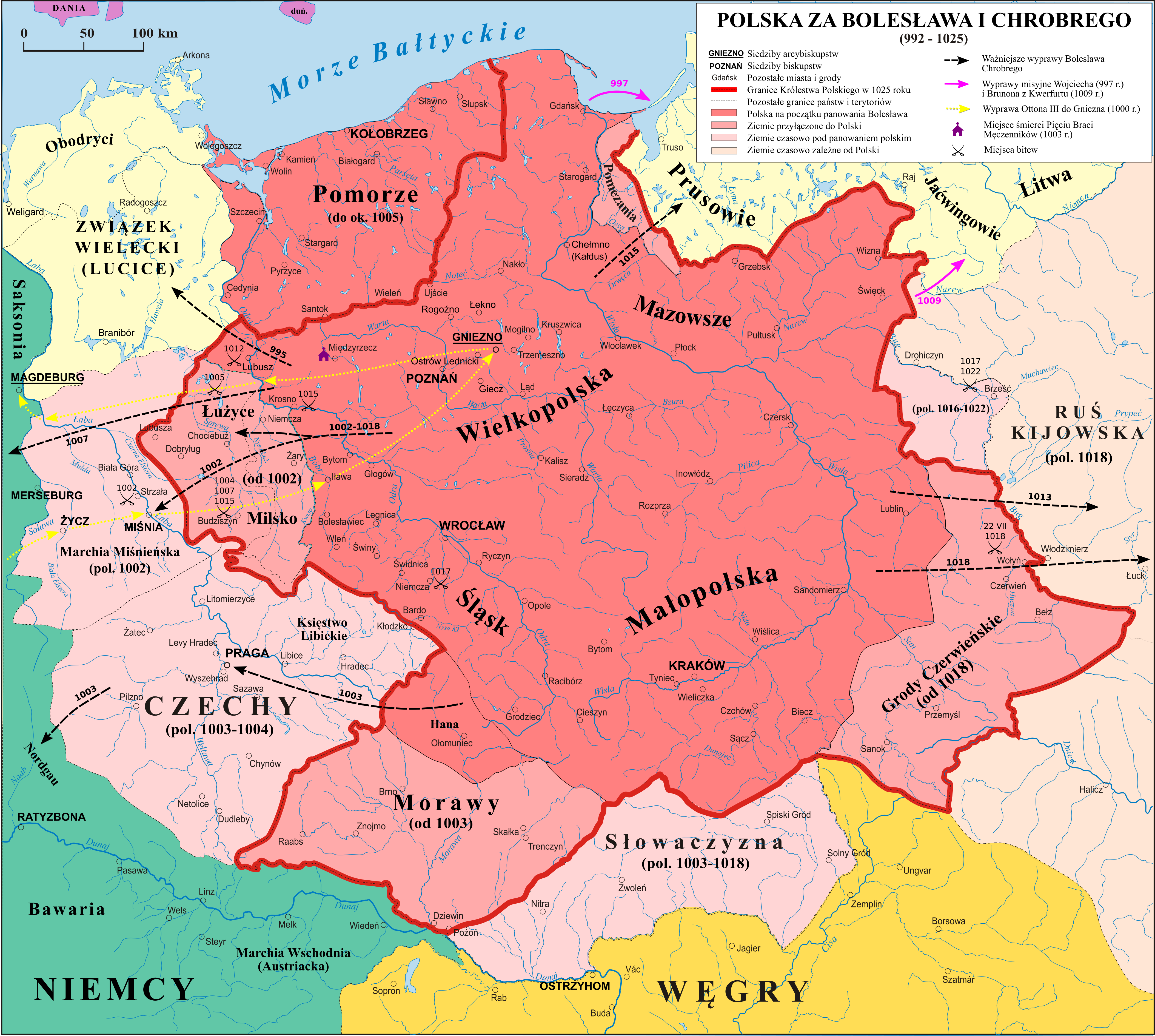
Polonia durante il regno di Boleslao il Coraggioso.

Durante il regno di Boleslao il Coraggioso (Bolesław), le relazioni tra la Polonia e il Sacro Romano Impero si deteriorarono, provocando una serie di guerre (1002–1005, 1007–1013, 1015–1018). Dal 1003 al 1004 Boleslao intervenne militarmente nei conflitti dinastici cechi. Dopo che le sue forze furono rimosse dalla Boemia nel 1018, Boleslao mantenne la Moravia. Nel 1013 ebbe luogo il matrimonio tra il figlio di Boleslao, Mieszko, e Richeza di Lotaringia, nipote dell'imperatore Ottone III e futura madre di Casimiro I il Restauratore. I conflitti con la Germania si conclusero nel 1018 con l'accordo di pace di Bautzen, a condizioni favorevoli per Bolesław. Nel contesto della spedizione di Kiev del 1018, Bolesław conquistò la parte occidentale della Rutenia Rossa. Nel 1025, poco prima della sua morte, Boleslao I il Coraggioso riuscì finalmente ad ottenere il permesso papale di incoronarsi e divenne il primo re di Polonia.

### 1050

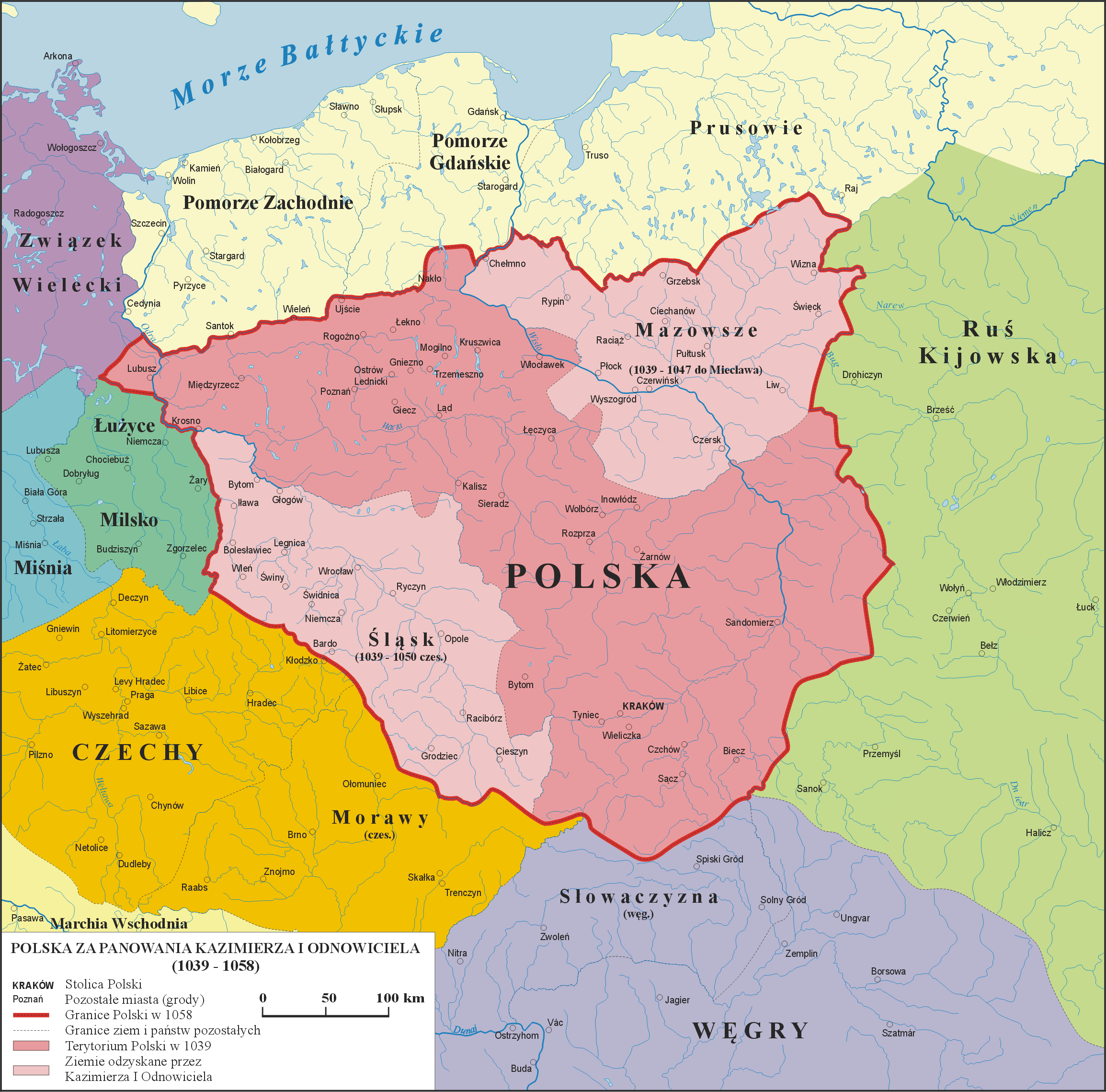
La Polonia durante il regno di Casimiro I

La prima monarchia della dinastia Piast crollò dopo la morte del figlio di Boleslao, il re Mieszko II nel 1034. Privata di un governo, la Polonia fu devastata da una ribellione antifeudale e pagana e nel 1039 dalle forze del re Bretislav di Boemia. Il paese subì perdite territoriali e il funzionamento dell'arcidiocesi di Gniezno venne interrotto.
Dopo essere tornato dall'esilio nel 1039, il duca Casimiro I (1016–1058), propriamente noto come il Restauratore, ricostruì la monarchia polacca e l'integrità territoriale del Paese attraverso diverse campagne militari: nel 1047 riprese la Masovia da Miecław e nel 1050 la Slesia dai cechi. Casimiro venne stato aiutato dai recenti avversari della Polonia, il Sacro Romano Impero e la Rus' di Kiev, a entrambi i quali non piaceva il caos in Polonia. Il figlio di Casimiro, Boleslao II il Generoso, riuscì a ripristinare la maggior parte della forza e dell'influenza del paese e riuscì a incoronarsi re nel 1076. Nel 1079 ci fu una cospirazione che coinvolse il vescovo di Cracovia, Stanislao di Szczepanów, che fu fatto giustiziare da Boleslao II; successivamente Boleslao fu costretto ad abdicare al trono polacco a causa delle pressioni della Chiesa cattolica e della fazione filo-imperiale della nobiltà. Il governo della Polonia passò nelle mani del fratello minore Ladislao Herman di Polonia.

### 1125

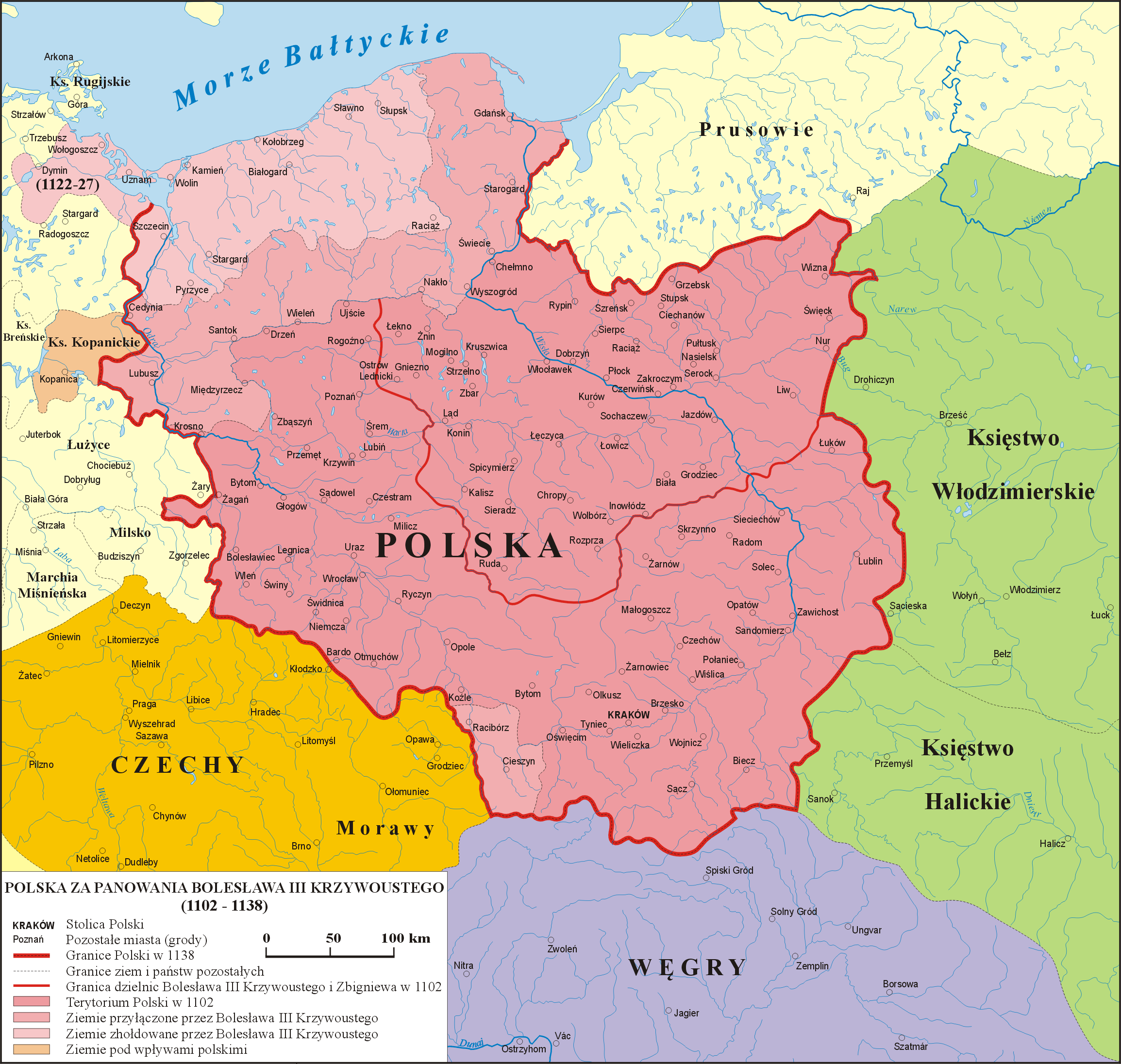
La Polonia durante il regno di Boleslao III Boccatorta

Dopo una lotta per il potere, Boleslao III Boccatorta (figlio di Ladislao Herman, regnò dal 1102 al 1138) divenne duca di Polonia sconfiggendo il fratellastro nel 1106–1107. Il principale risultato di Boleslao III fu la riconquista di tutta la Pomerania di Mieszko I, un compito iniziato da suo padre e completato da Boccatorta intorno al 1123. Stettino fu sottomessa con una sanguinosa acquisizione e la Pomerania occidentale fino a Rügen, ad eccezione della parte meridionale direttamente incorporata, divenne un feudo personale di Boleslao III, per essere governato localmente da Wartislaw I, il primo duca del casato di Greifen.
In questo momento, la cristianizzazione della regione fu avviata sul serio, uno sforzo coronato dall'istituzione della diocesi di Wolin di Pomerania dopo la morte di Bolesław nel 1140.

### 1145
La provincia di Ladislao II l'Esiliato
     Pomerania, vassallo del Granduca di Polonia
     Silesia, provincia di Ladislao II
     Masovia, provincia di Boleslao IV il Ricciuto
     Grande Polonia, provincia di Miecislao III il Vecchio
     Sandomierz, provincia di Enrico di Sandomierz

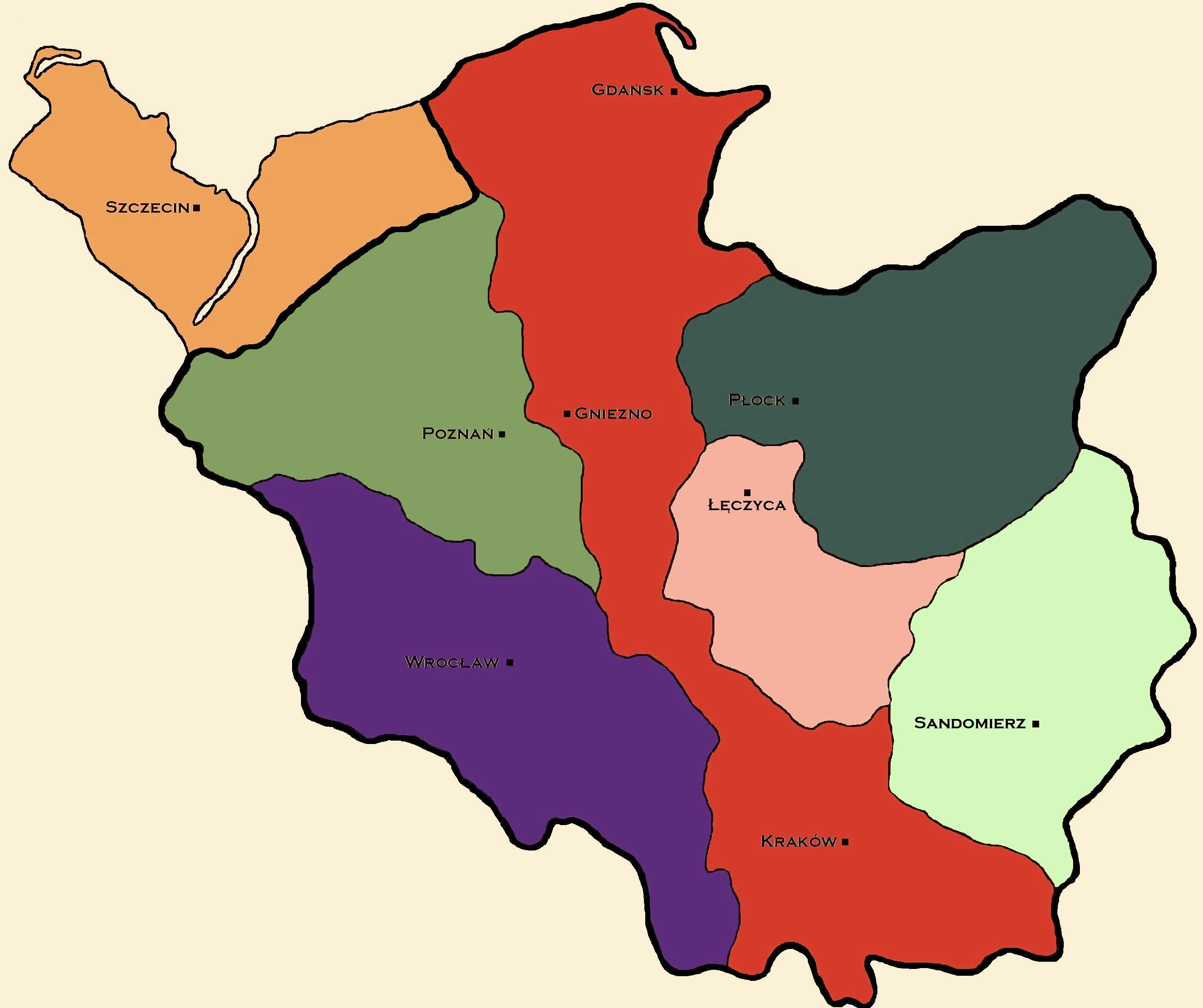
Testamento di Boleslao III Krzywousty:
La provincia di Ladislao II l'Esiliato
Pomerania, vassallo del Granduca di Polonia
Silesia, provincia di Ladislao II
Masovia, provincia di Boleslao IV il Ricciuto
Grande Polonia, provincia di Miecislao III il Vecchio
Sandomierz, provincia di Enrico di Sandomierz

Il Testamento di Boleslao III Krzywousty fu un atto politico del duca Piast Boleslao III Boccatorta di Polonia, in cui stabilì regole per il governo del regno polacco da parte dei suoi quattro figli sopravvissuti dopo la sua morte. Emettendolo, Boleslao progettò di garantire che i suoi eredi non avrebbero combattuto tra di loro e avrebbero preservato l'unità delle sue terre sotto la Casa di Piast. Tuttavia, il suo intento fallì; subito dopo la sua morte i suoi figli si combatterono e la Polonia entrò in un periodo di frammentazione durato circa 200 anni.

### 1238
Nella prima metà del XIII secolo il duca di Slesia Enrico I il Barbuto riunì gran parte del diviso Regno di Polonia (Regnum Poloniae). Le sue spedizioni lo portarono a nord fino al Ducato di Pomerania, del quale per breve tempo si impossessò di alcune delle sue aree meridionali. Divenne duca di Cracovia (Polonia Minor) nel 1232, cosa che gli conferì il titolo di duca anziano di Polonia, ed entrò in possesso della maggior parte della Grande Polonia nel 1234. Enrico fallì nel suo tentativo di ottenere la corona polacca. La sua attività in questo campo fu continuata dal figlio e successore Enrico II il Pio, fino alla sua morte improvvisa nel 1241 nella battaglia di Legnica. I suoi successori non furono in grado di mantenere i loro possedimenti al di fuori della Slesia, che furono persi ad altri duchi Piast. Gli storici polacchi si riferiscono ai territori acquisiti dai duchi di Slesia in questo periodo come Monarchia Henryków śląskich ("La monarchia degli Enrichi di Slesia"). A quei tempi Breslavia era il centro politico del diviso Regno di Polonia.

### 1248
Pochi anni dopo la morte di Enrico II il Pio, suo figlio - Boleslao II il Calvo - vendette la parte nord-ovest del suo ducato - la terra di Lubusz - all'arcivescovo di Magdeburgo Wilbrand von Käfernburg e ai margravi ascanici di Brandeburgo. Ciò ha avuto conseguenze negative di vasta portata per l'integrità del confine occidentale, portando a un'espansione dei possedimenti del Brandeburgo nell'est del fiume Odra. Di conseguenza, un ampio pezzo di terra fu annesso alla Polonia e alla Pomerania che, insieme alla zona di Lubusz, formarono la nuova provincia brandeburghese di Neumark.

## Regno di Polonia (1385-1569)

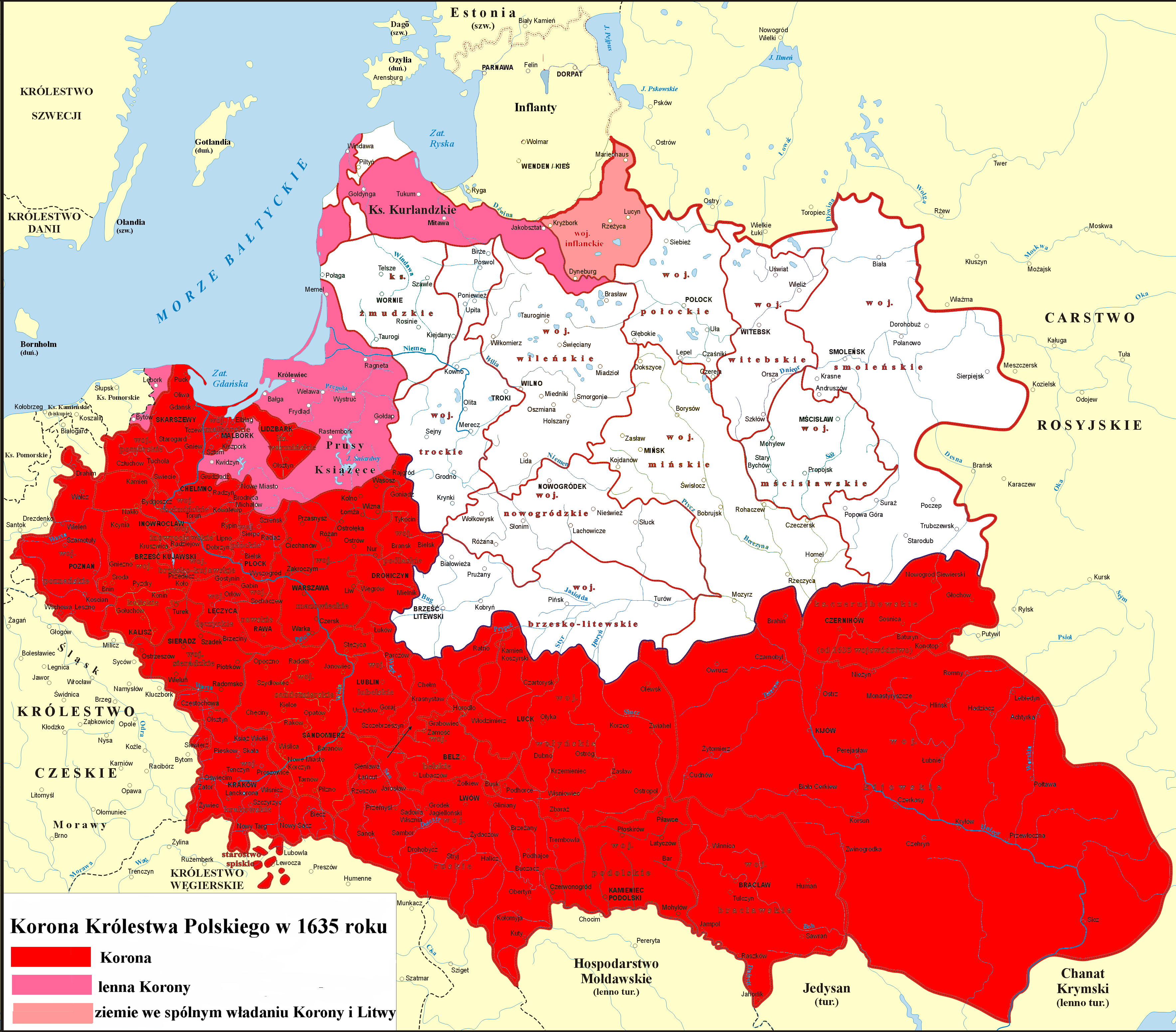
Corona del Regno di Polonia, 1635

Nel 1385, fu suggellata l'Unione di Krewo tra la regina Edvige di Polonia e Jogaila, al tempo granduca di Lituania, il sovrano dell'ultimo stato rimasto ancora fedele a riti pagani in Europa. L'atto vincolava Jogaila al battesimo e al matrimonio della coppia, da cui scaturì l'inizio della collaborazione tra polacchi e lituani. Dopo aver ricevuto il sacramento, Jogaila divenne noto in Polonia da allora con il suo nome di battesimo Ladislao (Władysław) e con la versione polacca del suo nome lituano, Jagellone (Jagiełło). L'unione rafforzò entrambe le nazioni nella loro lotta comune con l'ordine teutonico e alla crescente minaccia costituita dal Granducato di Mosca.
Vaste distese di terre della Rus', compreso il bacino del fiume Dnepr e i territori che si estendono a sud fino al mar Nero, erano a quel tempo sotto il controllo lituano: per ottenere il controllo di questi estesi possedimenti, lituani e ruteni avevano preso la parte alla battaglia delle Acque Blu nel 1362 o 1363 contro gli invasori mongoli e avevano approfittato del vuoto di potere a sud e ad est causato dalla distruzione innescata dagli asiatici nella Rus' di Kiev. La componente etnica del Granducato così come estesosi nella seconda metà del XIV secolo annoverava una più numerosa comunità rutena e di fede ortodossa. L'espansione territoriale portò ad un confronto tra la Lituania e la Moscovia, oltre che a un costante flusso di scambi commerciali e di conflitti con il Khanato dell'Orda d'Oro. Componendo un mosaico del tutto unico nel continente europeo, l'unione collegava due stati geograficamente situati sui lati opposti della grande divisione di civiltà tra il mondo cristiano occidentale o latino e il mondo cristiano orientale o bizantino.
L'intenzione dell'avvicinamento tra Vilnius e Cracovia era quella di creare uno stato comune amministrato da Ladislao II Jagellone, ma l'oligarchia della szlachta (la nobiltà polacca) comprese che l'obiettivo prima propostosi di incorporare la Lituania alla Polonia appariva irrealistico. Le controversie territoriali portarono alla guerra tra Polonia e Lituania o fazioni lituane; i baltici a volte trovarono persino opportuno cospirare con Marienburg, capitale dello Stato monastico, contro i polacchi. Le conseguenze geografiche dell'unione dinastica e le preferenze dei re Jagelloni ingenerarono invece un processo di orientamento delle priorità territoriali polacche ad est.
Il processo di cristianizzazione della Lituania fu poi avviato proprio a seguito del battesimo del sovrano, anche se non si esaurì in tempi rapidi: la rivalità di Jogaila in Lituania con suo cugino Vitoldo, il quale si opponeva alla dominazione lituana da parte della Polonia, fu risolta nel 1392 con il trattato di Astrava e nel 1401 con l'unione di Vilnius e Radom. Da allora, Vitoldo acquisì il titolo di granduca di Lituania a vita sotto la supremazia nominale di Jogaila. L'accordo rese possibile una più intensa collaborazione tra le due nazioni, necessaria per prevalere nelle lotte con l'ordine teutonico. L'unione di Horodło del 1413 definì ulteriormente il rapporto e concesse privilegi al clero cattolico, anziché concedere privilegi alla nobiltà rutena fedele alla religione ortodossa.
Tra il 1386 e il 1572, l'unione polacco-lituana fu amministrata da una serie di monarchi della dinastia degli Jagelloni: l'influenza politica dei re diminuì gradualmente durante tale parentesi storica, mentre i latifondisti assunsero un ruolo sempre crescente nel governo centrale e negli affari nazionali. La dinastia reale, tuttavia, ebbe un effetto stabilizzante sulla politica della Polonia. L'era degli Jagelloni viene spesso indicata come un periodo di grande democrazia politica, massima prosperità e, nella sua fase finale, un'epoca d'oro per la cultura polacca.

### 1466

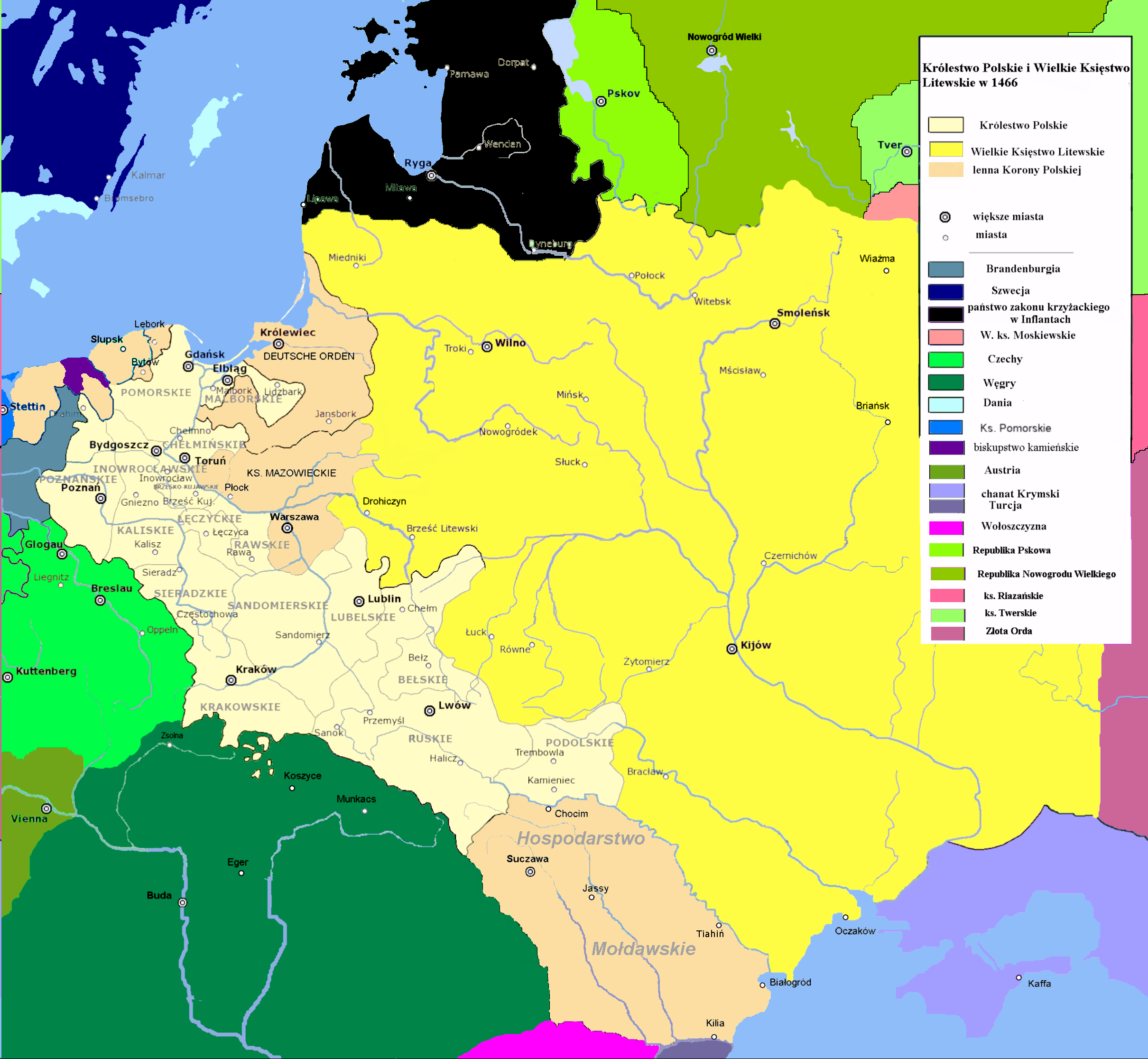
La Polonia e la Lituania nel 1466

Con il trattato di Toruń (1466), che pose fine alla guerra dei tredici anni (1454-1466), condotta dal vittorioso Regno di Polonia contro i cavalieri teutonici sconfitti, l'Ordine teutonico perse i territori della Pomerelia (Pomerania orientale) con Danzica (in polacco Gdańsk , in tedesco Danzig), la Terra di Chełmno con Chełmno (in tedesco: Kulm) e Toruń (Thorn), la foce della Vistola con Elbląg e Malbork (Marienburg in tedesco) e la Varmia (Ermland) con Stettino (in polacco: Szczecin, in tedesco: Stettin). L'Ordine riconobbe anche i diritti della corona polacca sulla metà occidentale della Prussia, in seguito conosciuta come Prussia reale. La Prussa orientale, in seguito chiamata Ducato di Prussia rimase con l'Ordine teutonico fino al 1525, come feudo polacco.
La Prussia occidentale fu esplicitamente incorporata nel Regno di Polonia, più tardi conosciuta come Prussia Reale,anche se in seguito nacquero disaccordi riguardo ad alcuni diritti che la Prussia Reale continuava a mantenereː mentre la parte polacca la considerava parte del regno, prendendo il trattato alla lettera, i prussiani reali insistevano e difendevano la loro autonomia, pur non negando di appartenere al Regno; il governo era diverso da quello del Regno di Polonia, come anche diversa era la valuta, l'esercito e l'utilizzo della lingua tedesca in luogo di quella polacca. Ai prussiani era negato il diritto di nominare i vescovi della Prussia Reale e pertanto decisero di non usufruire dei seggi loro riservati nel Sejm (la camera bassa della Polonia).
Anche il vescovado di Varmia passò sotto la corona di Polonia, divenendo un principato-vescovado autonomo; la Prussia orientale, in seguito chiamata ducato di Prussia, rimase sotto il controllo dell'Ordine teutonico fino al 1525, ma divenne un feudo del re polacco e il governatore doveva giurare fedeltà al re di Polonia e garantirgli aiuto militare; il Gran Maestro ricevette il titolo di Senatore del regno polacco.

## Confederazione polacco-lituana (1569-1795)
| Anno | Superficie in km² | Fonte         |
| ---- | ----------------- | ------------- |
| 1582 | 815.000           | [ 35 ]        |
| 1618 | 1.000.000         | [ 36 ] [ 37 ] |
| 1637 | 990.000           | [ 38 ]        |
| 1650 | 1.100.000         | [ 39 ]        |
| 1772 | 729.900           | [ 40 ]        |
| 1794 | 215.000           | [ 41 ]        |

La Polonia e la Lituania affrontarono una serie alternata di guerre e alleanze durante il XIV secolo e l'inizio del XV secolo: diversi accordi tra i due (nello specifico, l'Unione di Cracovia e Vilnius, l'Unione di Krewo, l'Unione di Vilnius e Radom, l'Unione di Grodno e l'Unione di Horodło) furono conclusi prima dell'unione permanente del 1569 di Lublino. Quest'accordo rientrava tra gli atti voluti da Sigismondo II Augusto, l'ultimo monarca della dinastia Jagellone: questi credeva di poter preservare la sua dinastia adottando la monarchia elettiva, ma la sua morte nel 1572 fu seguita da un interregno di tre anni durante il quale si apportarono degli adeguamenti al sistema costituzionale; questi aggiustamenti aumentarono significativamente il potere della nobiltà polacca e stabilirono una monarchia realmente elettiva.
La Confederazione raggiunse il suo periodo di massimo splendore all'inizio del XVII secolo. Il suo potente parlamento era dominato da nobili riluttanti a farsi coinvolgere nella guerra dei trent'anni; questa neutralità risparmiò il Paese dalle devastazioni di un conflitto politico-religioso che lacerò varie aree del resto del continente. La Confederazione riuscì a tenere testa alla Svezia, allo Zarato di Russia e ai vassalli dell'Impero ottomano, lanciando inoltre offensive espansionistiche di successo contro i suoi vicini. Nel corso del travagliato periodo dei torbidi, la Polonia-Lituania riuscì a entrare nell'allora fragile Russia e minacciò seriamente Mosca nel corso della guerra polacco-moscovita (1605-1618) non solo sul campo di battaglia, in quanto si intendeva installare un sovrano polacco sul trono: si trattò di uno dei momenti di maggior peso politico a livello internazionale di Varsavia.

### 1610-1612
Durante la guerra polacco-moscovita (1605–1618), la Polonia occupò Mosca per due anni, dal 29 settembre 1610 al 6 novembre 1612.

### 1635

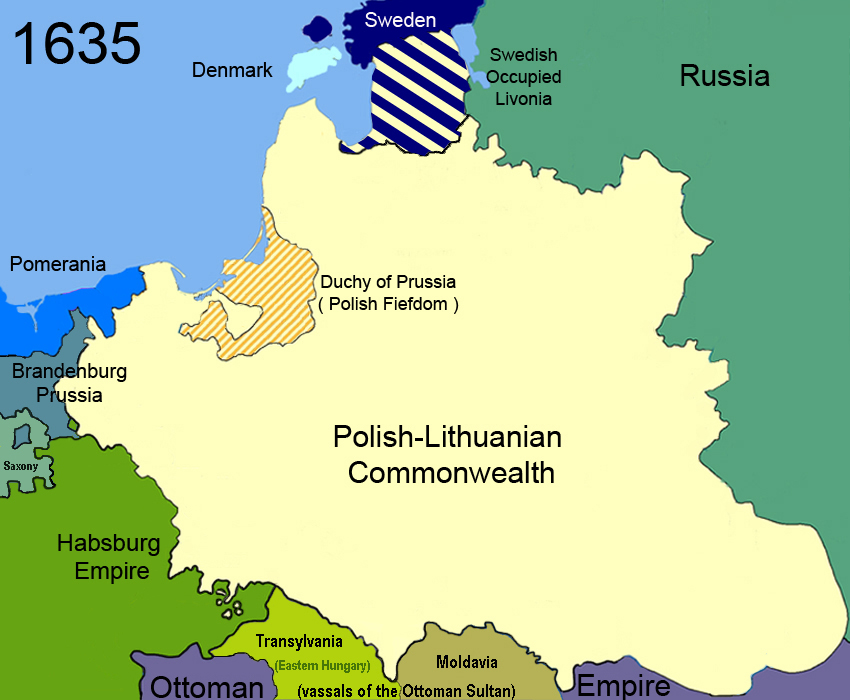
Le strisce blu e bianche indicano il controllo svedese del territorio polacco. Le strisce arancioni e bianche rappresentano il Ducato di Prussia

La Svezia, indebolita dal coinvolgimento nella Guerra dei Trent'anni, accettò di firmare l'armistizio di Stuhmsdorf (noto anche come Trattato di Sztumska Wieś o Trattato di Stuhmsdorf) nel 1635, favorevole alla confederazione polacco-lituano in termini di concessioni territoriali.

### 1655

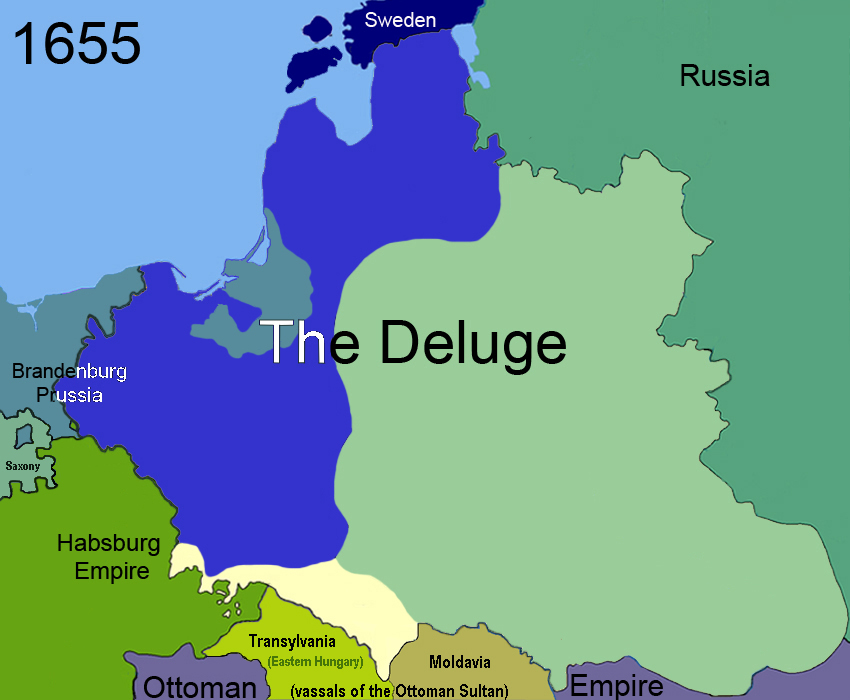
Il blu rappresenta l'invasione della Svezia e il verde l'invasione della Russia

Nella storia della Polonia e della Lituania, il Diluvio si riferisce a una serie di guerre tra la metà e la fine del XVII secolo che lasciarono in rovina la Confederazione polacco-lituano.

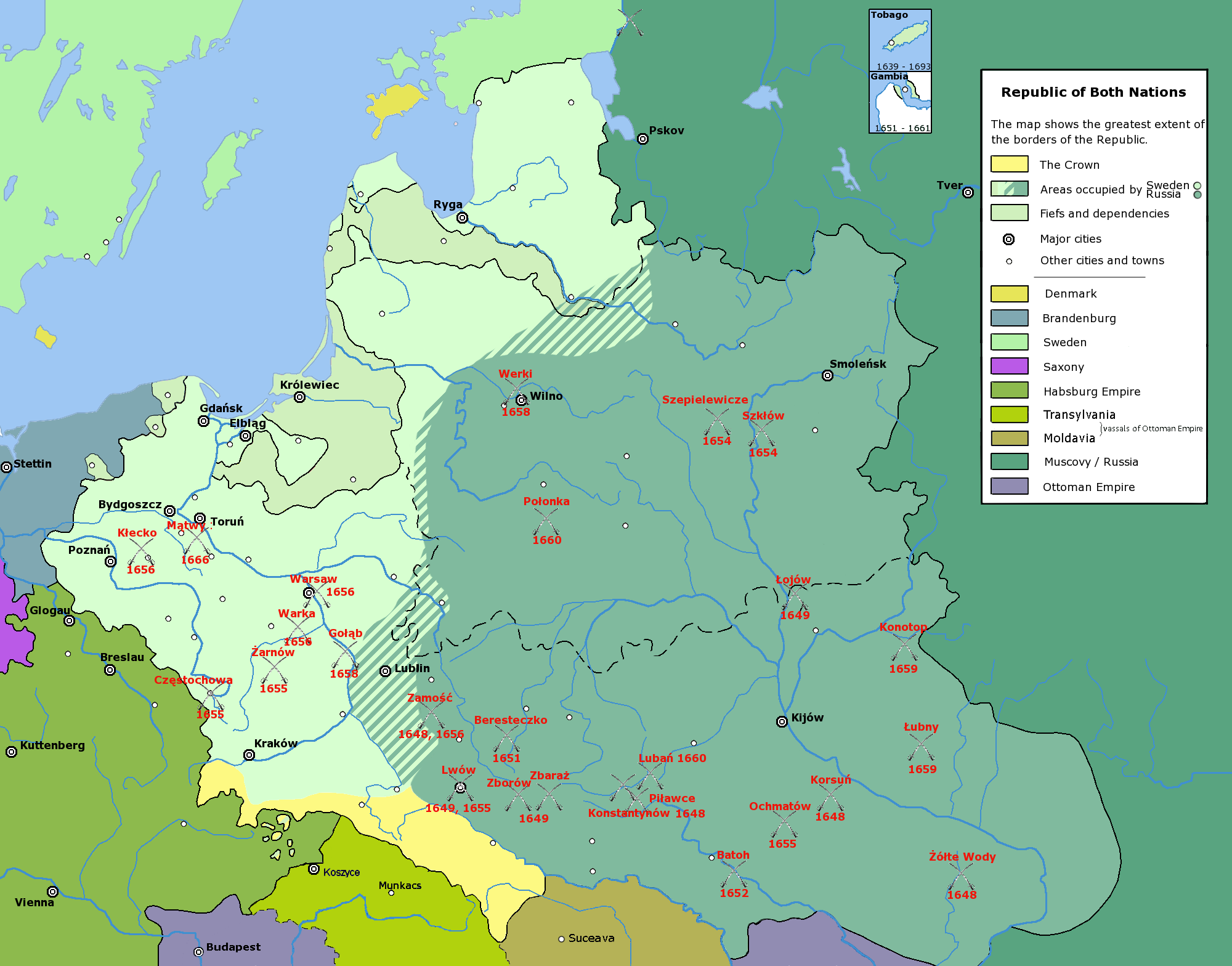
Occupazione straniera della Polonia durante il Diluvio

Il Diluvio si riferisce all'invasione e all'occupazione svedese della metà occidentale della Polonia-Lituania dal 1655 al 1660 e alla rivolta di Khmelnytsky nel 1648, che portò all'invasione della Russia durante la guerra russo-polacca.

### 1657

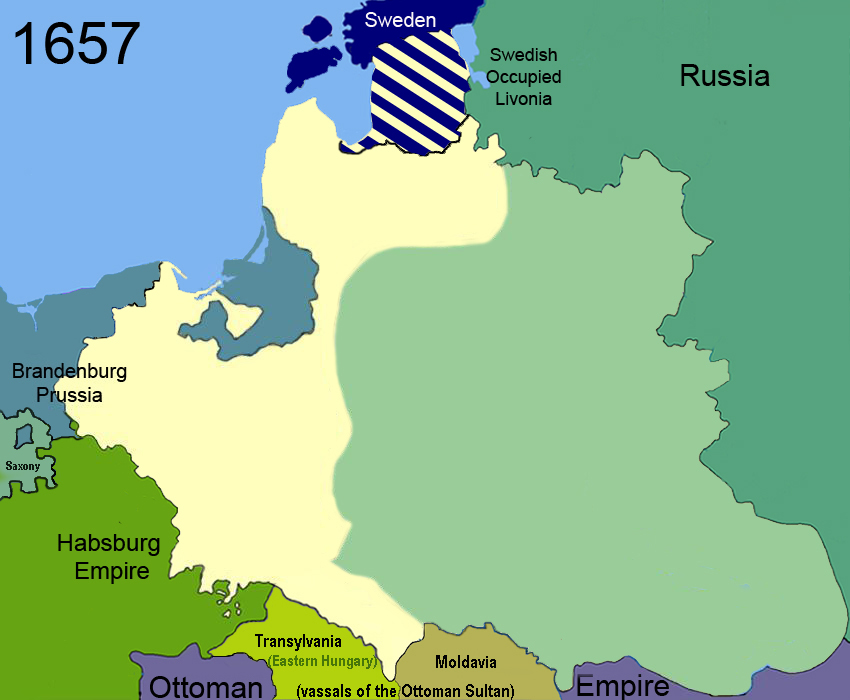
Le strisce blu e bianche indicano il controllo svedese del territorio polacco. Il verde chiaro rappresenta l'occupazione russa.

Il trattato di Wehlau fu siglato il 19 settembre 1657, nella cittadina della Prussia orientale di Wehlau (Welawa, ora Znamensk) tra la Polonia e il Brandeburgo-Prussia durante il Diluvio Svedese. Il trattato garantì il riconoscimento polacco dell'indipendenza della Prussia in cambio dell'aiuto prussiano nella guerra contro le forze svedesi durante il Diluvio.

### 1660

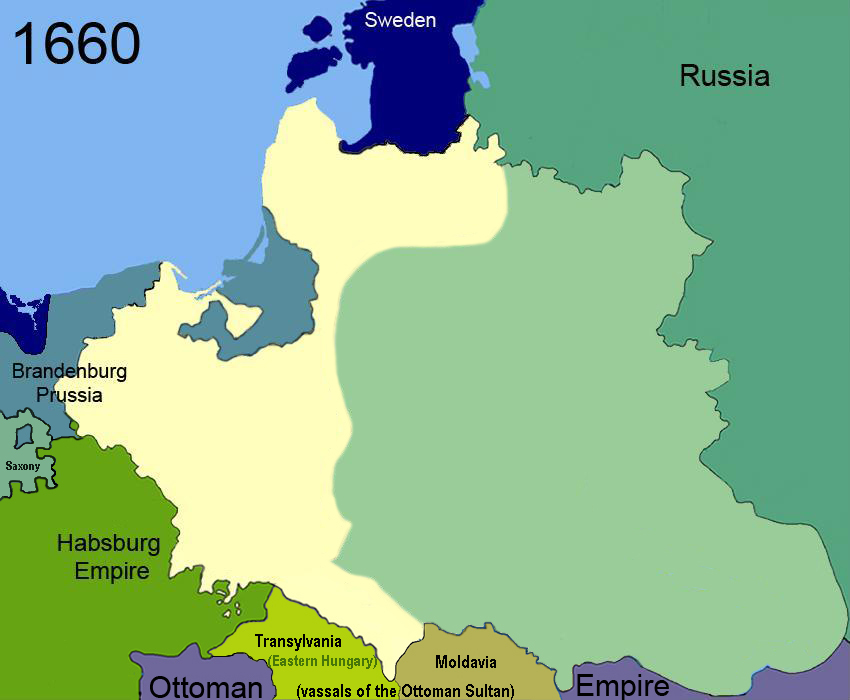
Il verde chiaro rappresenta l'occupazione russa.

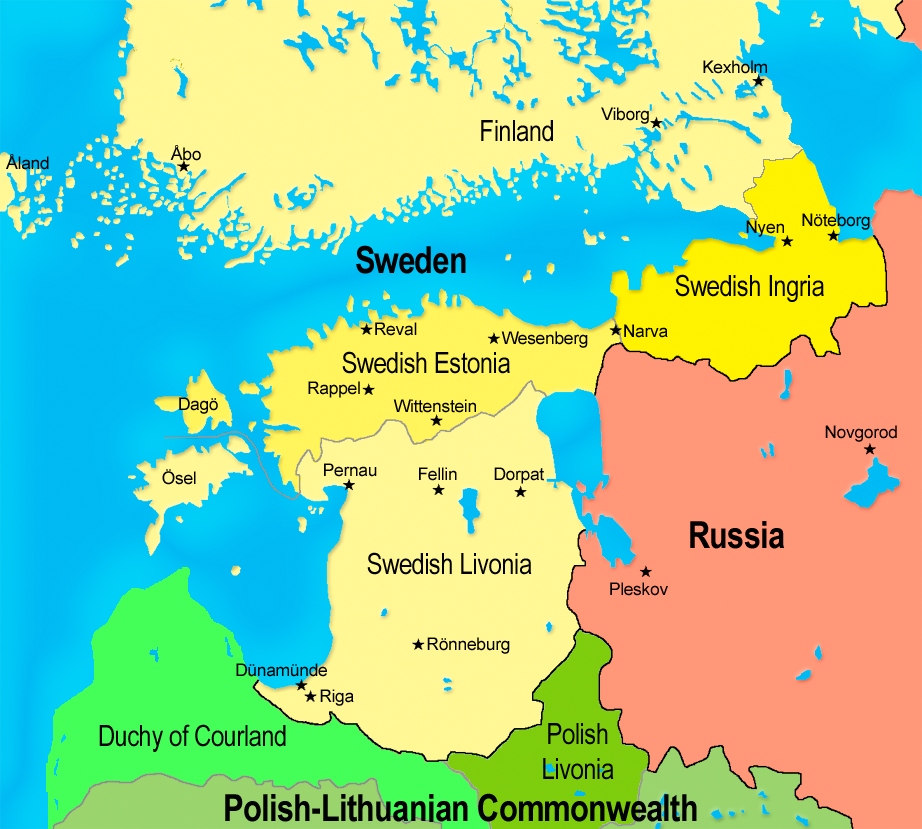
Mappa della Livonia svedese

Con la pace di Oliva (3 maggio 1660), il re Giovanni II Casimiro di Polonia rinunciò alle sue pretese sulla corona svedese, che suo padre Sigismondo III Vasa aveva perso nel 1599. La Polonia cedette formalmente alla Svezia la Livonia svedese e la città di Riga, che era stata de facto sotto controllo svedese sin dagli anni 1620 e che divenne la seconda città per popolazione dell'Impero svedese. Durante la lunga guerra contro la Svezia la Polonia aveva perso circa un terzo della sua popolazione, oltre allo status di grande potenza, mentre la Svezia emerse dalla guerra non solo come potenza militare, ma anche come uno dei più vasti stati europei (circa 1.100.000 km²). La firma del trattato pose fine al coinvolgimento svedese nel Diluvio.

### 1667

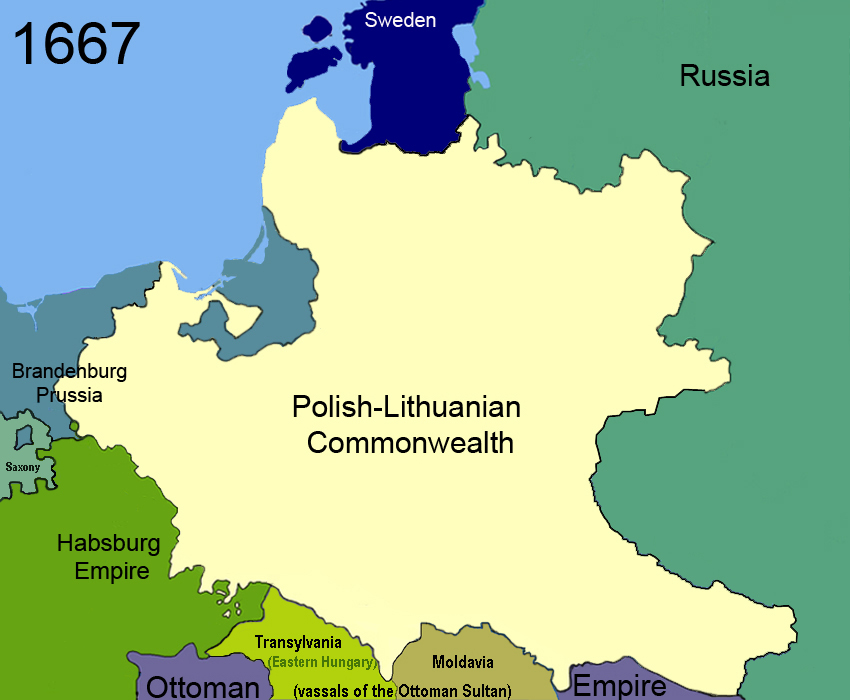
Cambiamenti territoriali della Polonia nel 1667

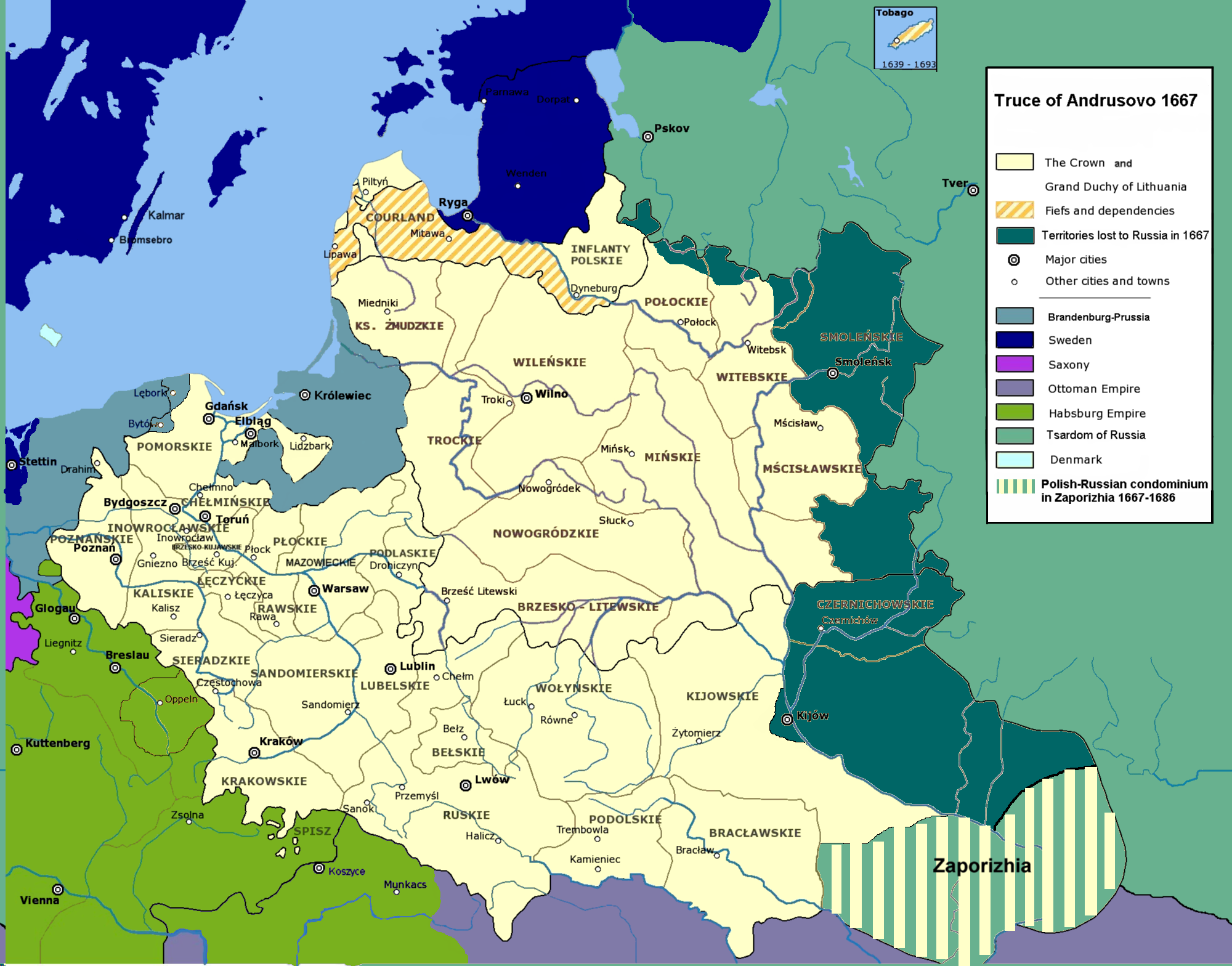
La Confederazione polacco-lituana in seguito al trattato di Andrusovo (1667): in verde scuro i territori ceduti al Regno Russo.

La guerra di Ucraina terminò con il trattato di Andrusovo del 13 gennaio 1667. L'accordo di pace diede alla Russia il controllo della cosiddetta cosiddetta riva sinistra ucraina, mentre la Confederazione polacca manteneva la riva destra ucraina. La firma del trattato pose fine all'occupazione russa della confederazione polacca e alla guerra del Diluvio. Dall'inizio della guerra, la popolazione della Confederazione polacco-lituana era stata quasi dimezzata dalla guerra e dalle malattie. La guerra aveva distrutto la base economica delle città e sollevato un fervore religioso che pose fine alla politica di tolleranza religiosa della Polonia.

### 1672

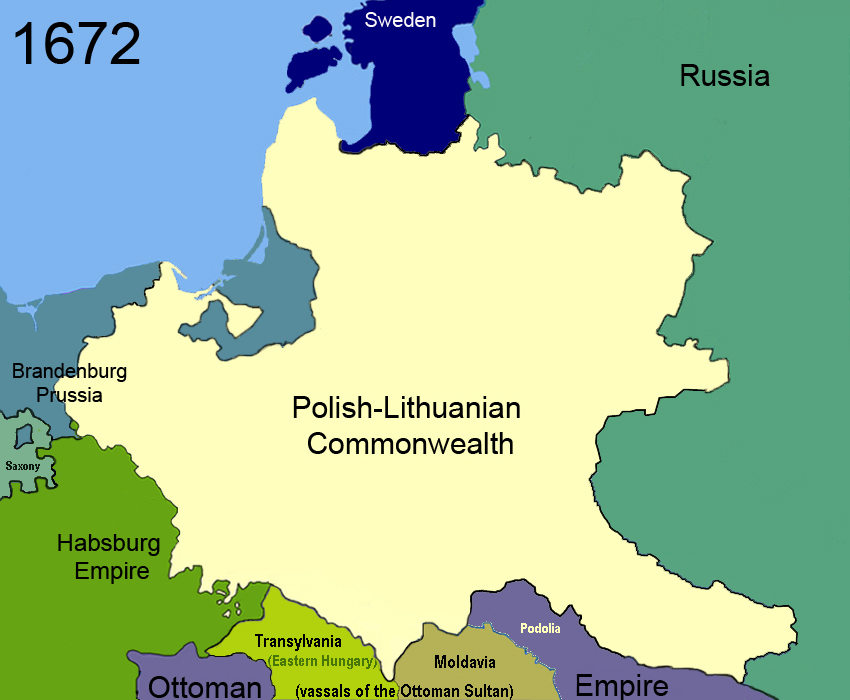
La Polonia perde la Podolia nel 1672

Come risultato della guerra polacco-ottomana (1672-1676), la Confederazione polacca cedette la Podolia nel trattato di Buczacz del 1672.

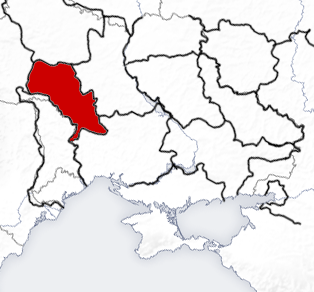
La regione della Podolia

### 1686

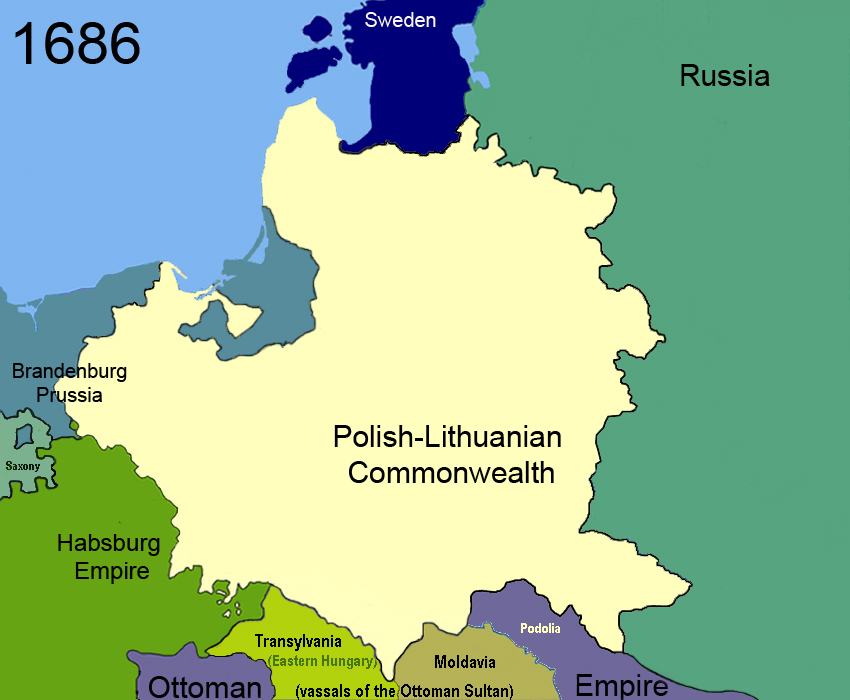
Cambiamenti territoriali della Polonia nel 1686

Con il Trattato di Pace Eterna (1686), siglato tra il Regno russo e la Confederazione polacco-lituana il 6 maggio 1686 a Mosca, venne confermata la tregua del precedente trattato di Andrusovo (1667), assicurando alla Russia il possesso della riva sinistra ucraina, di Zaporizhia, delle terre di Seversk, delle città di Chernihiv, Starodub e Smolensk e delle loro periferie, mentre la Polonia si ritirava nella riva destra ucraina.

### 1699

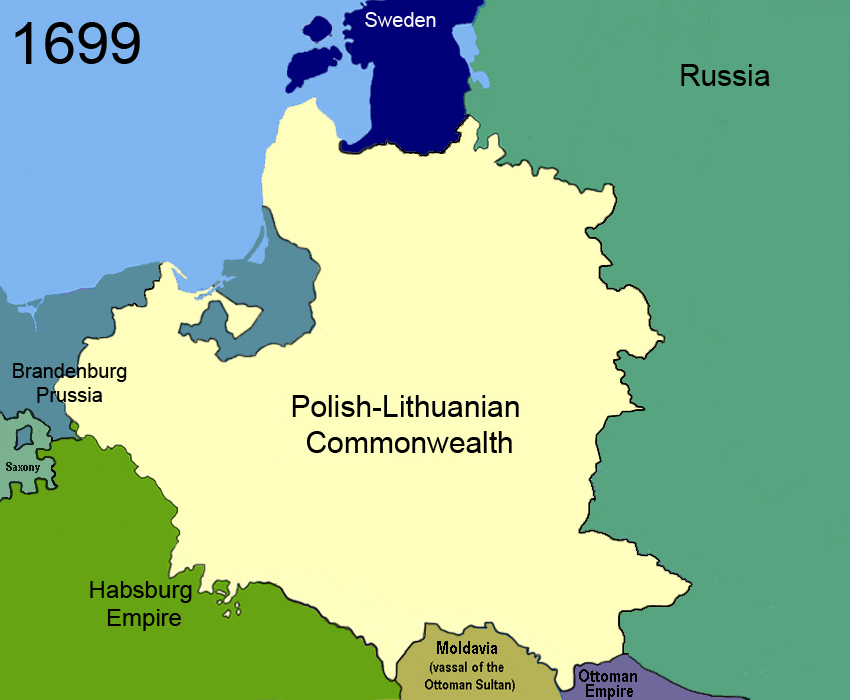
Cambiamenti territoriali della Polonia nel 1699

Il trattato di Karlowitz, siglato il 26 gennaio 1699 nell'attuale Sremski Karlovci in Serbia, pose fine a due mesi di negoziati tra l'Impero ottomano e la Lega Santa del 1684, una coalizione di varie potenze europee cristiane comprendente la monarchia asburgica, la Confederazione polacco-lituana, la Repubblica di Venezia e la Russia di Pietro I il Grande. Il trattato sancì la fine della guerra austro-turca (1683-1699), durata ben 16 anni ma politicamente già finita con la netta vittoria degli austriaci guidati da Eugenio di Savoia nella battaglia di Zenta del 1697. Gli ottomani dovettero cedere la maggior parte dell'Ungheria, la Transilvania e la Slavonia all'Austria e restituire la Podolia alla Polonia (alla quale l'aveva strappata nel 1672). Inoltre, i turchi dovettero cedere a Venezia quasi tutta la Dalmazia, la Morea (la penisola del Peloponneso) e l'isola di Creta.

### 1772

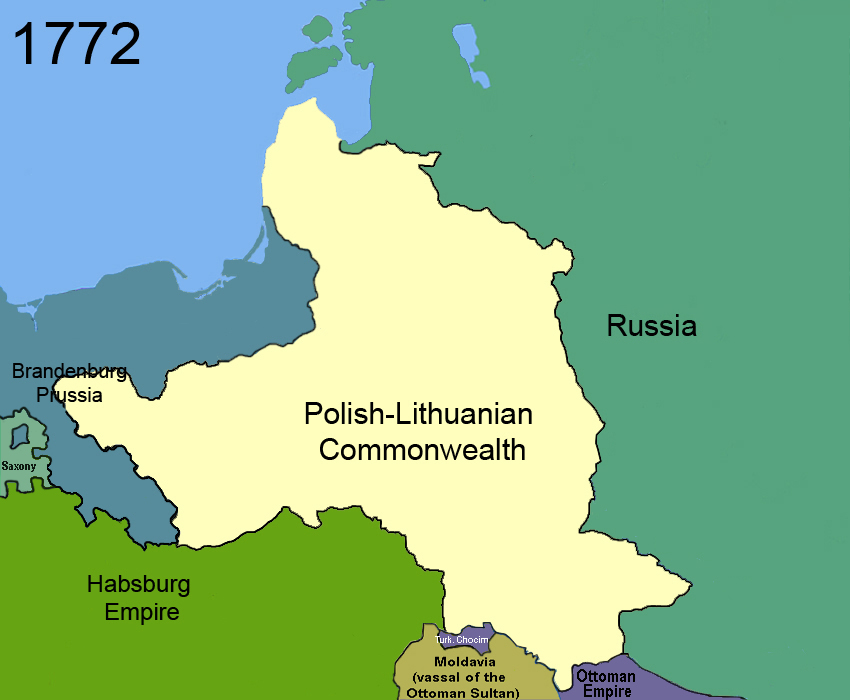
Prima spartizione della Polonia, 1772

Il 5 agosto 1772 venne firmato il "trattato di Pietroburgo" per spartizione tra Prussia, Russia e Austria. 
Il 19 febbraio 1772 venne firmato a Vienna un accordo per la spartizione della Confederazione polacco-lituana da parte di Austria, Prussia e Russia (Prussia e Russia avevano già stipulato un accordo di spartizione separato, il "trattato di Pietroburgo", il 6 febbraio 1772, mettendo così l'Austria sotto pressione) Ai primi di agosto di quell'anno le truppe russe, prussiane e austriache entrarono simultaneamente nella Confederazione e occuparono le province che si erano reciprocamente assegnate.
L'Austria si assicurò il territorio della Galizia con la città di Leopoli come agglomerato urbano principale con aree della Piccola Polonia. La Russia rinunciò ai principati danubiani della Moldavia e della Valacchia, ottennendo al contempo il Voivodato di Livonia e i territori Bielorussia odierna fino al Daugava. 
La Prussia di Federico il Grande ottenne finalmente ciò per cui aveva lottato per così tanto tempo: l'intera area della Prussia reale (con la sola eccezione della città di Danzica), che fino a quel momento separava i possedimenti del Regno di Prussia e il Margraviato di Brandeburgo e che venne organizzata nella provincia della Prussia Occidentale, oltre alla Varmia (Ermland in tedesco, Warmia in polacco), le contee di Marienburg (Malbork), Kulm (Chełmno), la Cuiavia senza però la città di Toruń, alcuni distretti settentrionali della Grande Polonia e il cosiddetto Netzedistrikt (una regione a cavallo degli odierni Voivodati di Cuiavia-Pomerania e della Pomerania Occidentale, lungo il fiume Noteć) divennero parte della monarchia degli Hohenzollern. Pertanto, si trattò della percentuale più piccola in termini di dimensioni e popolazione. Strategicamente, tuttavia, la Prussia acquisì le aree più precipue e dunque beneficiò in modo significativo dalla prima spartizione. Inoltre, con l'annessione di questi territori la Prussia si impossessò istantaneamente dell'80% del commercio estero dell'intera Confederazione e, attraverso la riscossione di ingenti dazi doganali, ne accelerò il collasso.
Con questa prima spartizione la Confederazione perse circa 211.000 km² di territorio (ovvero il 30% della propria superficie totale, che allora si estendeva su 733.000 km²) e 4-5 milioni di abitanti (circa un terzo dei 14 milioni che costituivano la popolazione totale prima della spartizione).

### 1793

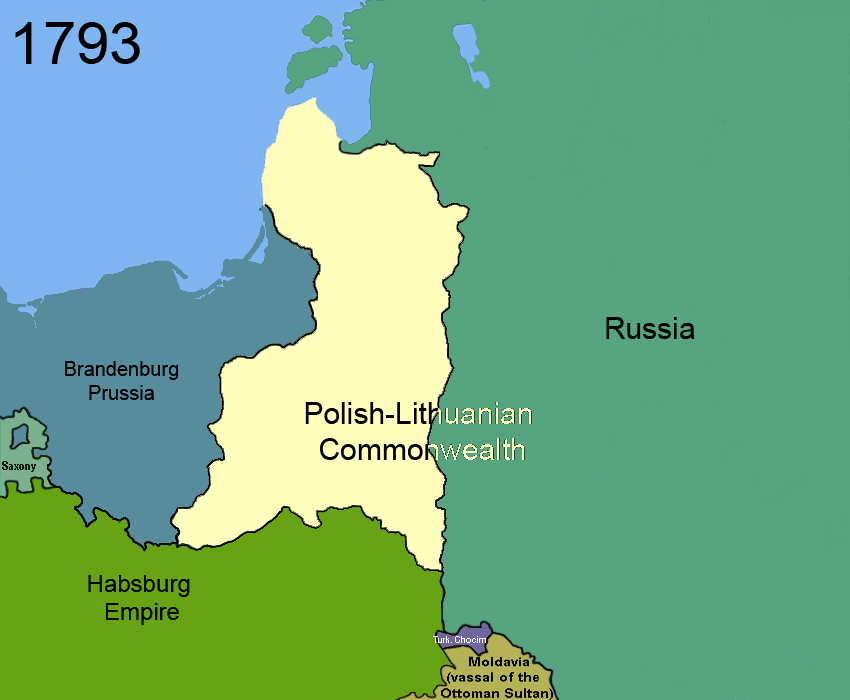
Seconda spartizione della Polonia, 1793

Nonostante i guadagni derivanti della prima spartizione, i funzionari in Prussia non apparivano del tutto soddisfatti del risultato. Nonostante gli sforzi, essi non riuscirono a incorporare Danzica e Toruń, e la monarchia degli Hohenzollern cercò ancora una volta di provare a raggiungere ulteriori acquisizioni, mentre Maria Teresa d'Austria, che inizialmente esitava a procedere come i suoi vicini, manifestò all'improvviso ulteriore interesseː lei era dell'opinione che le zone acquisite attraverso la divisione fossero inadeguate in considerazione della perdita della Slesia (strappatale dalla Prussia di Federico il Grande nella guerra di successione austriaca) e dell'importanza strategica relativamente maggiore dei territori acquisiti dalla Prussia.
Nei primi anni 1790 la Polonia si era deteriorata in una condizione così impotente che fu costretta ad allearsi con il suo nemico, la Prussia. L'alleanza fu cementata con il patto polacco-prussiano del 1790. Le condizioni del Patto erano tali che le successive e ultime due partizioni della Polonia erano inevitabili. La Costituzione di maggio del 1791 concesse i diritti alla borghesia, stabilì la separazione dei tre rami del governo ed eliminò gli abusi di Repnin Sejm.
Quelle riforme hanno spinto ad azioni aggressive da parte dei vicini della Polonia, diffidenti nei confronti di una potenziale rinascita della Confederazione. Nella seconda spartizione, Russia e Prussia presero così tanto territorio che solo un terzo della popolazione del 1772 rimase in Polonia. Su richiesta della zarina Caterina II, l'Austria fu esclusa da questo atto di spartizione. Nel trattato di partizione del 23 gennaio 1793, la Prussia si insediò a Danzica e Thorn, nonché in Grande Polonia e parti della Masovia, che si fusero al fine di formare la nuova provincia della Prussia Meridionale. Il territorio russo si espanse fino a comprendere l'intera Bielorussia così come vaste aree della Lituania e dell'Ucraina. Per legalizzare quest'atto, i membri del Sejm di Hrodna tenutosi solo pochi mesi più tardi, sotto la minaccia delle armi e l'elevata corruzione delle potenze di spartizione, esortarono ad accettare la divisione del loro paese.

### 1795

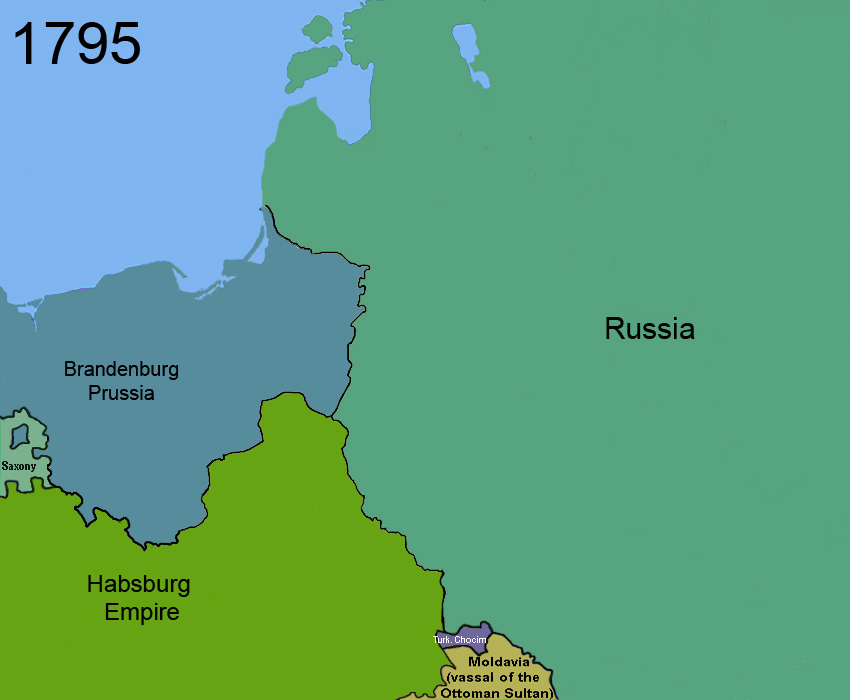
Terza spartizione della Polonia, 1795

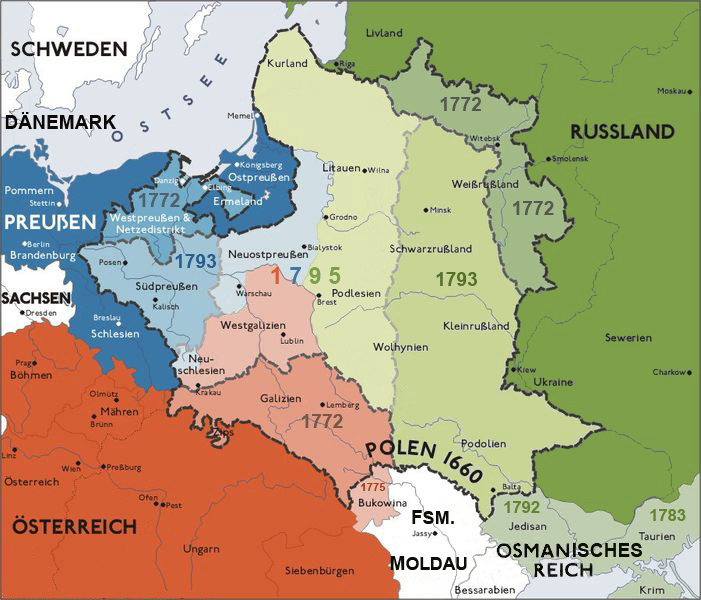
La Polonia-Lituania ai confini del 1771 e le spartizioni del 1772, 1793 e 1795

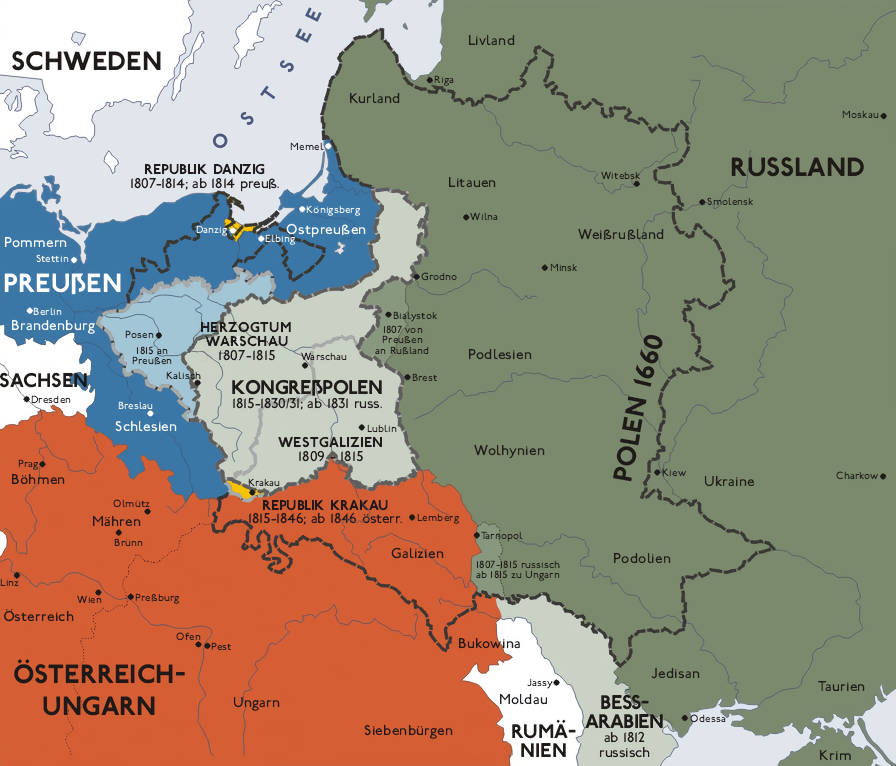
La riorganizzazione territoriale dell'Europa centro-orientale da parte del Congresso di Vienna del 1814-1815: smembramento del Ducato napoleonico di Varsavia e costituzione del Regno di Polonia senza la Posnania e Cracovia

L'insurrezione di Kościuszko per riconquistare il territorio polacco perduto ottenne qualche successo iniziale prima di essere sopraffatta dall'esercito dell'Impero russo. Austria, Prussia e Russia decisero così di risolvere il problema alla radice cancellando una volta per tutte la Polonia dalla carta geografica. Di conseguenza, il 24 ottobre 1795 i rappresentanti delle tre potenze firmarono un trattato per la spartirsi il resto della Polonia lungo i fiumi Nemunas, Bug e Pilica. . La Russia si spostò più a ovest e occupò tutte le aree a est di Bug e Memel, la Lituania e tutta la Curlandia e Semigallia. La sfera d'influenza degli Asburgo si espanse a nord fino a comprendere le importanti città di Lublino, Radom, Sandomierz e, in particolare, Cracovia. La Prussia, d'altra parte, ricevette le restanti aree ad ovest di Bug e Memel con Varsavia, che successivamente entrarono a far parte di nuove province: la Nuova Prussia Orientale e la Nuova Slesia (a nord di Cracovia). In seguito all'abdicazione di Stanislao Augusto (25 novembre 1795), le tre potenze dichiararono l'estinzione del Regno di Polonia, due anni dopo la terza e definitiva divisione.
Come risultato delle spartizioni, uno dei più grandi stati d'Europa scomparve dalla mappa europea. Le informazioni sulla dimensione e il numero di abitanti oscillano parecchio, motivo per cui risulta difficile quantificare con precisione le perdite dello Stato polacco o quanto realmente acquisito dalle potenze straniere. Sulla base delle informazioni fornite dallo storico Hans Roos, alla Prussia andò il 18,7% di quanto prima apparteneva alla Confederazione, all'Austria il 18,5% e alla Russia la restante parte (62,8%). Biskupski afferma che, nel 1772, la Russia acquisì 93.000 km², l'Austria 81.900 e la Prussia 36.300. La seconda frammentazione fu così acuta da impedire la prosecuzione dell'esistenza della Repubblica: la Polonia perse infatti 300.000 km² di territorio, l'80% dei quali andò alla Russia e il resto alla Prussia, mentre nulla all'Austria, non avendovi partecipato. La terza e ultima divisione assegnò 47.000 km² all'Austria, 48.000 alla Prussia e 120.000 alla Russia: il totale di tutte le amputazioni subite dalla Polonia-Lituania ammontava tra 1772 e 1795 a 733.000 km².
Per quanto riguarda la popolazione, stando a Lukowski e Zawadzki, nella prima spartizione, la Polonia salutò tra i quattro e i cinque milioni di cittadini (circa un terzo della sua popolazione dei 14 milioni antecedenti al 1772). Solo circa 4 milioni di persone rimasero in Polonia dopo la seconda divisione, comportando la perdita di un altro terzo della sua popolazione originaria, circa la metà di quella registrata prima del 1772. Con la ripartizione finale, la Prussia accorpò circa il 23% della popolazione confederata, l'Austria il 32%, e la Russia il 45%. A guerre napoleoniche in corso e nelle immediate conseguenze i confini tra le tre potenze conquistatrici mutarono più volte, modificando i numeri presentati nelle righe precedenti. Alla fine, la Russia fece suo il grosso del suolo polacco a spese della Prussia e dell'Austria. Dopo il Congresso di Vienna, la Russia controllava l'82% del territorio della Confederazione pre-1772 (incluso lo stato fantoccio rappresentato dal Regno del Congresso), l'Austria l'11% e la Prussia il 7%.

## Polonia spartizionata dal 1795 al 1918
Cambiamenti territoriali nel periodo successivo alle spartizioni, a partire dalla terza spartizione della Polonia, terminano con la creazione della seconda repubblica polacca.

### 1807
Ducato di Varsavia
I tentativi di Napoleone di costruire ed espandere il suo impero mantennero l'Europa in guerra per quasi un decennio, lo portarono in conflitto con le stesse potenze europee che avevano assediato la Polonia negli ultimi decenni del secolo precedente. Un'alleanza di convenienza era stata il risultato di questa situazione. Le legioni polacche volontarie, si unirono agli eserciti di Bonaparte, sperando che in cambio l'imperatore avrebbe permesso a una Polonia indipendente di riapparire dalle sue conquiste.
Il Ducato di Varsavia era uno stato polacco fondato da Napoleone nel 1807 dalle terre polacche cedute dal Regno di Prussia ai sensi dei Trattati di Tilsit. Il ducato, fu tenuto in unione personale da uno degli alleati di Napoleone, il re Federico Augusto I di Sassonia.
Libera Città di Danzica (Napoleonica)
La Prussia, aveva acquisito la città di Danzica nel corso della seconda spartizione della Polonia nel 1793. Dopo la sconfitta del re Federico Guglielmo III di Prussia, nella battaglia di Jena-Auerstedt del 1806, il secondo Trattato franco-prussiano di Tilsit del 9 luglio 1807, il territorio dello stato libero fu ritagliato dalle terre che facevano parte della provincia della Prussia occidentale.

### 1809
Nel 1809, iniziò una breve guerra con l'Austria. Sebbene, il ducato di Varsavia vinse la battaglia di Raszyn, le truppe austriache entrarono a Varsavia, ma il ducato e le forze francesi aggirarono il nemico e catturarono Cracovia, Leopoli e gran parte delle aree annesse dall'Austria nelle spartizioni della Polonia. Dopo la battaglia di Wagram, il conseguente Trattato di Schönbrunn, consentì una significativa espansione del territorio del Ducato verso sud, con la riconquista delle terre un tempo polacche e lituane.

### 1815
In seguito alla fallita invasione napoleonica della Russia, il ducato fu occupato dalle truppe prussiane e russe fino al 1815, quando fu formalmente diviso fra i due paesi al Congresso di Vienna.
Regno del Congresso

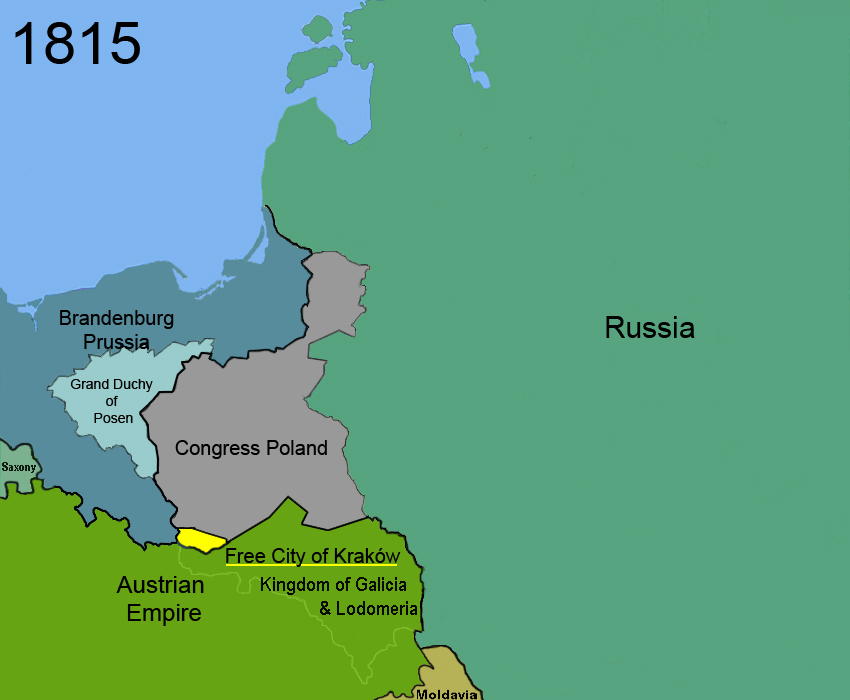
Polonia nel 1815

Il regno del congresso, fu creato dal Ducato di Varsavia al Congresso di Vienna nel 1815, quando gli stati europei riorganizzarono l'Europa in seguito alle guerre napoleoniche.
Granducato di Posen
Il Granducato di Posen, era una regione del Regno di Prussia nelle terre polacche comunemente nota come "Grande Polonia" tra gli anni 1815-1848. Secondo il Congresso di Vienna, doveva avere autonomia. In pratica era subordinato alla Prussia e non venivano rispettati i diritti proclamati per i polacchi. Il nome, fu usato in seguito ufficiosamente per denotare il territorio, soprattutto dai polacchi, e oggi è usato dagli storici moderni per descrivere diverse entità politiche fino al 1918. La sua capitale era Posen (polacco: Poznań).
Città libera di Cracovia
La Città Libera di Cracovia, era Indipendente e Rigorosamente Neutrale. La città libera di Cracovia con il suo Territorio, più comunemente conosciuta come Città Libera di Cracovia o Repubblica di Cracovia, era una città-stato, creata dal Congresso di Vienna nel 1815.

### 1831
Dopo la rivolta di novembre, il Congresso della Polonia perse il suo status di stato sovrano nel 1831. e la divisione amministrativa del Congresso della Polonia fu riorganizzata. La Russia aveva emesso un "decreto organico" che preservava i diritti degli individui al Congresso in Polonia ma, che il Sejm, abolì . Ciò, significava che la Polonia era soggetta al governo per decreto militare russo.

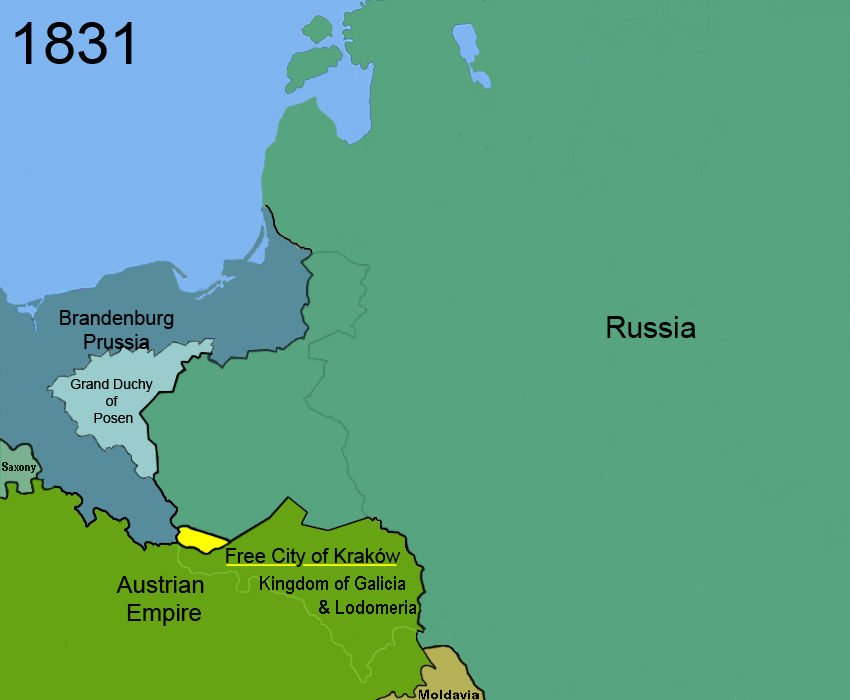
Polonia nel 1831

### 1846
All'indomani della fallita Rivolta di Cracovia, la Città Libera di Cracovia fu annessa all'Impero Austriaco.

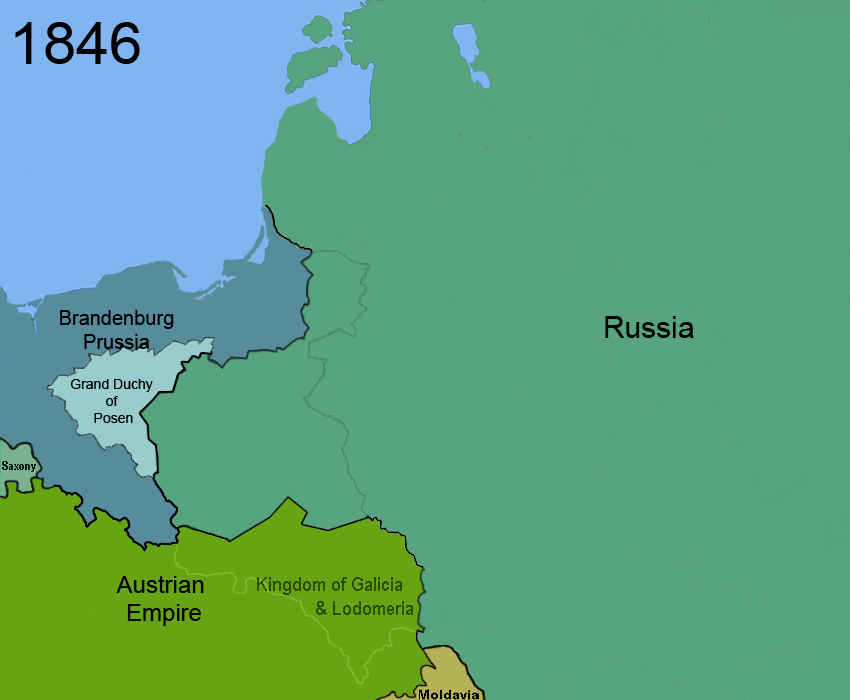
Polonia nel 1846

### 1848
Dopo la sconfitta del Congresso della Polonia, molti liberali prussiani, si simpatizzarono per la richiesta di restaurazione dello stato polacco. Nella primavera del 1848 il nuovo governo liberale prussiano concesse una certa autonomia al Granducato di Posen nella speranza di contribuire alla causa di una nuova patria polacca.  A causa di una serie di fattori, tra cui l'indignazione della minoranza di lingua tedesca a Posen, il governo prussiano invertì la rotta. Nell'aprile 1848, l'esercito prussiano aveva già soppresso le milizie polacche e i comitati nazionali emersi a marzo. Entro la fine dell'anno, il Ducato aveva perso le ultime vestigia della sua autonomia formale e fu declassato a Provincia del regno prussiano.

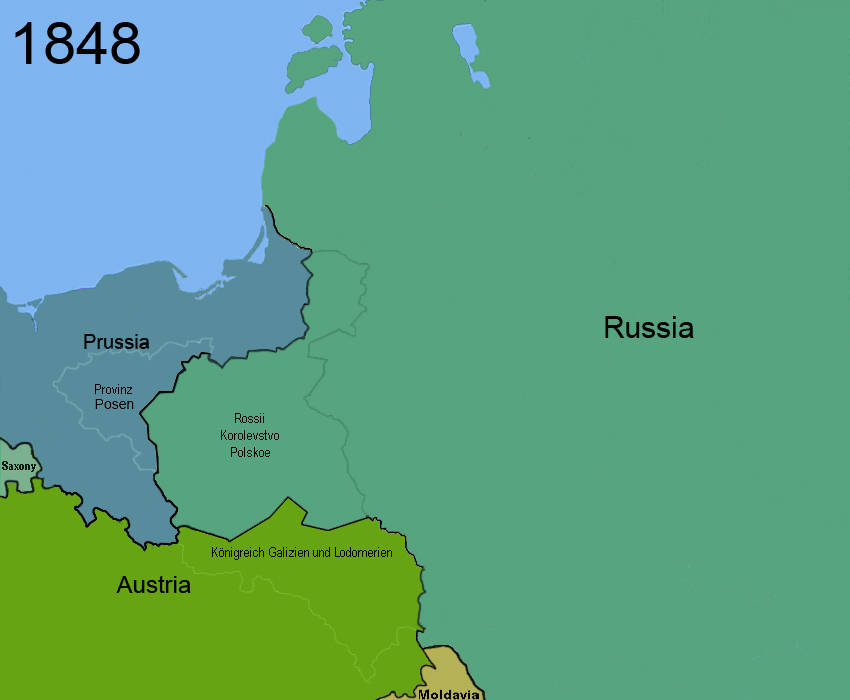
Polonia nel 1848

| Spartizione     | Prussia | Prussia    | Russia  | Russia     | Austria | Austria    | Totale  | Totale     |
| --------------- | ------- | ---------- | ------- | ---------- | ------- | ---------- | ------- | ---------- |
|                 | km²     | Pop. (mln) | km²     | Pop. (mln) | km²     | Pop. (mln) | km²     | Pop. (mln) |
| I spartizione   | 34.900  | 0,356      | 84.000  | 1,256      | 83.900  | 2,669      | 202.800 | 4,281      |
| II spartizione  | 58.400  | 1,136      | 228.600 | 3,056      | –       | –          | 287.000 | 4,192      |
| III spartizione | 43.000  | 1,042      | 146.000 | 1,338      | 51.100  | 1,098      | 240.100 | 3,478      |
| Totale          | 136.300 | 2,534      | 458.600 | 5,650      | 135.000 | 3,767      | 729.900 | 11,951     |

## Seconda Repubblica Polacca e occupazione dal 1918 al 1945
Cambiamenti territoriali durante la Seconda Repubblica Polacca e l'occupazione congiunta tedesco-sovietica della Polonia, a partire dalla formazione della Repubblica e terminando con la fine dell'occupazione.

### 1918

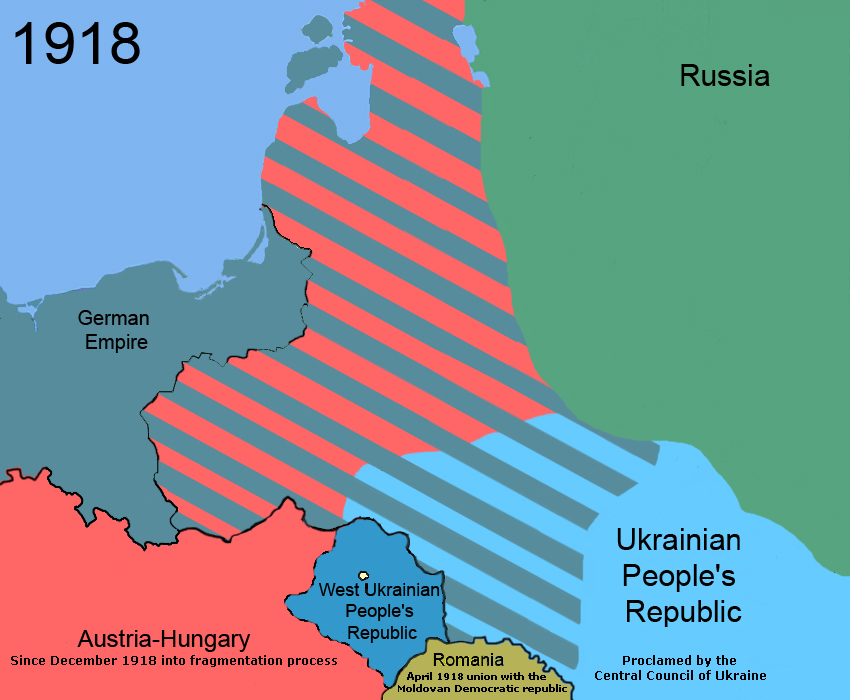
Le strisce rosse e verdi rappresentano il Trattato di Brest-Litovsk

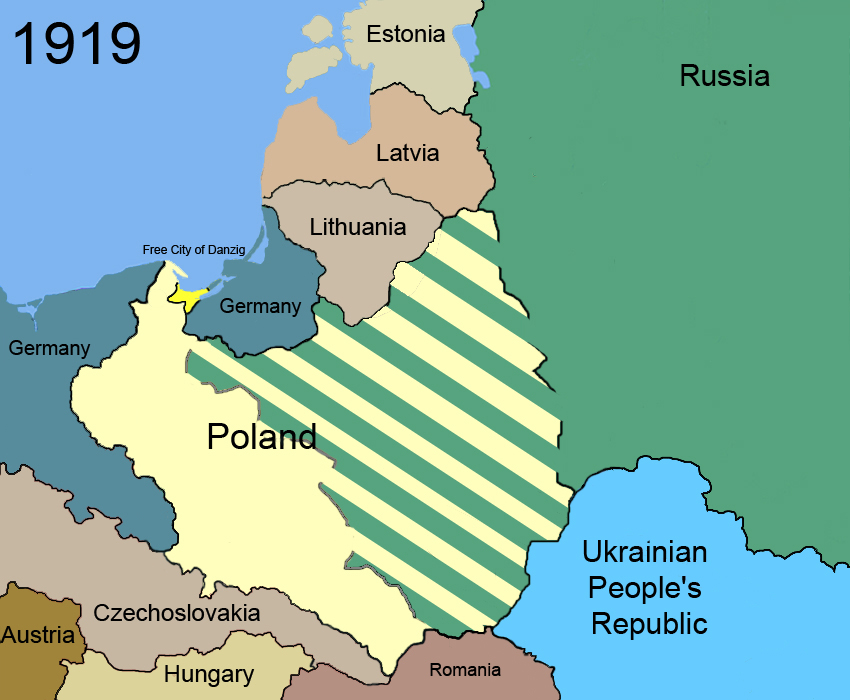
Le strisce bianche e verdi indicano quanto più lontano i russi furono in grado di avanzare e quanto più i polacchi furono in grado di attaccare la Russia durante la guerra polacco-sovietica

La Repubblica popolare dell'Ucraina occidentale fu proclamata il 1 novembre 1918, con Kiev come capitale. La Repubblica rivendicò la sovranità sulla Galizia orientale, compresi i Carpazi fino alla città di Nowy Sącz a ovest, così come Volinia, Rutenia dei Carpazi e Bucovina. Sebbene la maggior parte della popolazione della Repubblica popolare ucraina occidentale fosse ucraina, gran parte del territorio rivendicato era considerata polacca dai polacchi. A Kiev, i residenti ucraini avevano sostenuto la proclamazione, la significativa minoranza ebraica della città era accettata o era rimasta neutrale nei confronti della proclamazione ucraina, e la maggioranza polacca era rimasta scioccata nel trovarsi in uno stato ucraino. 

### 1919
All'indomani della prima guerra mondiale, il popolo polacco insorse nella Grande Polonia con una rivolta il 27 dicembre 1918 a Poznań, Dopo un discorso patriottico di Ignacy Paderewski, un famoso pianista polacco. I combattimenti continuarono fino al 28 giugno 1919, quando fu firmato il Trattato di Versailles, che ricreò la nazione della Poloni.  Dall'impero tedesco sconfitto, la Polonia AVEVA ricevuto quanto segue:
- La maggior parte della provincia prussiana di Posen fu concessa alla Polonia. Questo territorio era già stato conquistato dagli insorti polacchi locali durante la rivolta della Grande Polonia del 1918-1919.[79]
- Il 70% della Prussia occidentale fu ceduto alla Polonia per fornire libero accesso al mare, insieme a una minoranza tedesca del 10%, creando il corridoio polacco.[80]
- La parte orientale dell'Alta Slesia, era stata assegnata alla Polonia dopo un plebiscito. Il 60% dei residenti aveva votato per la cittadinanza tedesca e il 40% per la Polonia; di conseguenza l'area fu divisa.[80]
- Per fornire una linea ferroviaria polacca che collega Danzica e Varsavia, l'area di Działdowo (Soldau) nella Prussia orientale fu concessa al nuovo stato polacco.
- Dalla parte orientale della Prussia occidentale e dalla parte meridionale della Prussia orientale, nelle province di Warmia e Masuria, una piccola area fu concessa alla Polonia.

La Polonia si impadronisce della Repubblica popolare dell'Ucraina occidentale
Il 17 luglio 1919, fu firmato un cessate il fuoco nella guerra polacco-ucraina con la Repubblica popolare dell'ucraina occidentale.  La Repubblica popolare dell'Ucraina occidentale, si è poi fusa con la Repubblica popolare ucraina (ZUNR).  Il 25 giugno 1919, il Consiglio supremo degli alleati, trasferì la Galizia orientale (territorio ZUNR) alla Polonia.
Guerra polacco-sovietica

Trattatato di Riga

La guerra polacco-sovietica (febbraio 1919 - marzo 1921) fu un conflitto armato tra l'unione sovietica e l'Ucraina sovietica da un lato, e dall'altro lato la Seconda Repubblica polacca e la Repubblica popolare ucraina. La guerra fu il risultato di ambizioni espansionistiche contrastanti. La Polonia, la cui statualità era stata appena ristabilita dal Trattato di Versailles in seguito alle spartizioni della Polonia alla fine del XVIII secolo, cercò di assicurarsi i territori che aveva perso al momento delle spartizioni. Lo scopo degli stati sovietici, era di controllare quegli stessi territori, che l'impero russo aveva conquistato con le spartizioni della Polonia.

### 1920
Città Libera di Danzica
La Città Libera di Danzica (Danzica) fu creata il 15 novembre 1920 in conformità con i termini dell'articolo 100 (Sezione XI della Parte III) del Trattato di Versailles del 1919. Come stabilito dal Trattato, la regione doveva rimanere separata dalla Germania e dalla Polonia, ma non era uno stato indipendente.  La Città Libera era sotto la protezione della Società delle Nazioni e costituita da un'unione doganale vincolante con la Polonia.
Alla Polonia i erano stati concessi pieni diritti per sviluppare e mantenere i trasporti, le comunicazioni e le strutture portuali della città. La Città Libera fu creata per dare alla Polonia l'accesso a un porto marittimo di buone dimensioni.
Guerra polacco-lituana

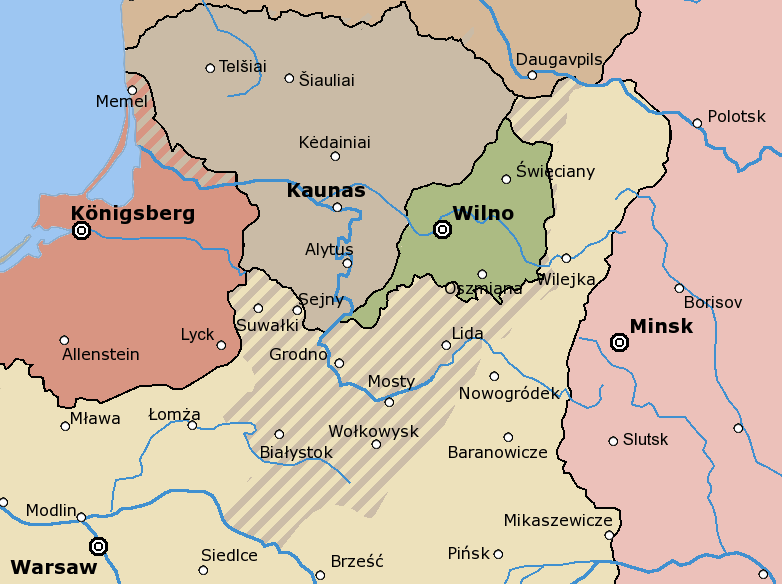
Rivendicazioni territoriali lituane

La guerra polacco-lituana, fu un conflitto armato tra la Lituania e la Seconda Repubblica Polacca, durato dall'agosto 1920 al 7 ottobre 1920, all'indomani della prima guerra mondiale, non molto tempo dopo che entrambi i paesi avevano riconquistato la loro indipendenza. Faceva parte di un conflitto più ampio per il controllo territoriale contestato delle città di Vilnius, Suwałki  e Augustów.
All'indomani della guerra, la Repubblica della Lituania centrale fu creata nel 1920 in seguito alla ribellione organizzata dei soldati della 1ª divisione di fanteria lituano-bielorussa dell'esercito polacco, supportata dall'aviazione, dalla cavalleria e dall'artiglieria polacche.  Incentrato sulla capitale storica del Granducato di Lituania, Vilna, l'entità servì per diciotto mesi come stato cuscinetto tra la Polonia, da cui dipendeva, e la Lituania, che rivendicava il la zona.
Negoziati con la Russia

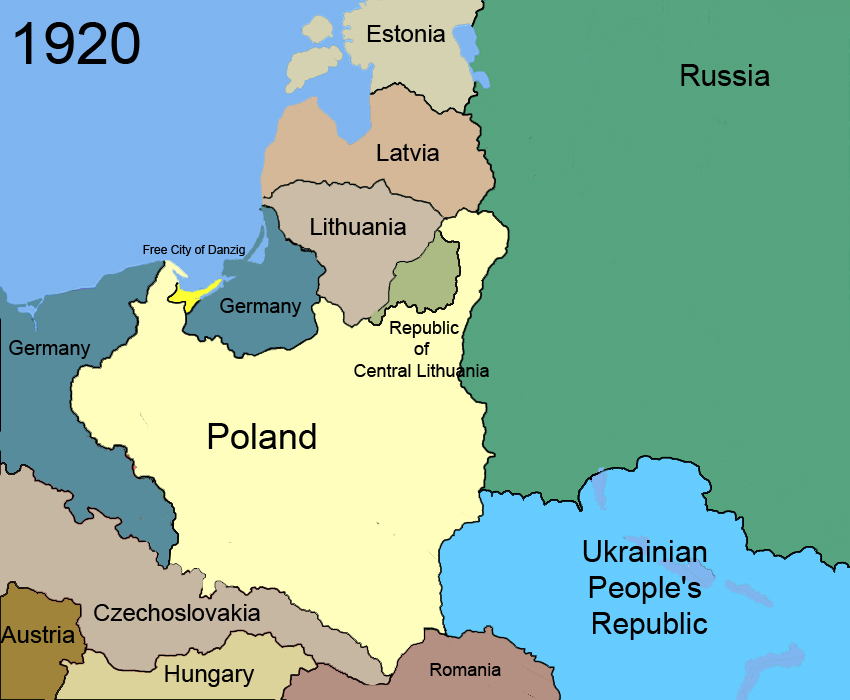
Il confine russo-polacco fu concordato il 18 ottobre 1920.

Subito dopo la battaglia di Varsavia i bolscevichi chiesero la pace. I polacchi, esausti, costantemente sotto pressione dai governi occidentali e dalla Società delle Nazioni, e con il suo esercito che controllava la maggior parte dei territori contesi, erano disposti a negoziare. I sovietici avevano fatto due offerte: una il 21 settembre e l'altra il 28 settembre. La delegazione polacca aveva fatto una controfferta il 2 ottobre. Il 5 ottobre, i sovietici avevano offerto emendamenti all'offerta polacca, che la Polonia accettò. L'armistizio tra la Polonia da una parte, e l'Ucraina sovietica e la Russia sovietica dall'altra fu firmato il 12 ottobre ed entrò in vigore il 18 ottobre.  Seguirono lunghi negoziati, con il Trattato di Riga firmato nel marzo 1921. La valutazione del vantaggio relativo non è universalmente concordata. Le valutazioni dei risultati variano, principalmente tra il definire il risultato una vittoria polacca e l'essere inconcludenti, con quest'ultimo principalmente da storici russi dell'era sovietica. Tuttavia, nel suo rapporto segreto alla 9ª Conferenza del Partito Bolscevico del 20 settembre 1920, Lenin definì l'esito della guerra "In una parola, una gigantesca, inaudita sconfitta",  considerando di voler raggiungere i tedeschi rivoluzionari comunisti per aiutarli e stabilire una repubblica marxista socialista lì.
Negoziati con la Cecoslovacchia
Durante gli ultimi anni della prima guerra mondiale diplomatici polacchi e cecoslovacchi si incontrarono per organizzare un confine comune tra i due nuovi paesi. Quando fu dichiarato l'armistizio, la maggior parte del confine fu concordato ad eccezione di tre piccole aree politicamente ed economicamente sensibili con residenti sia polacchi che cecoslovacchi: Cieszyn, Orava e Spiš.
Il Ducato di Cieszyn

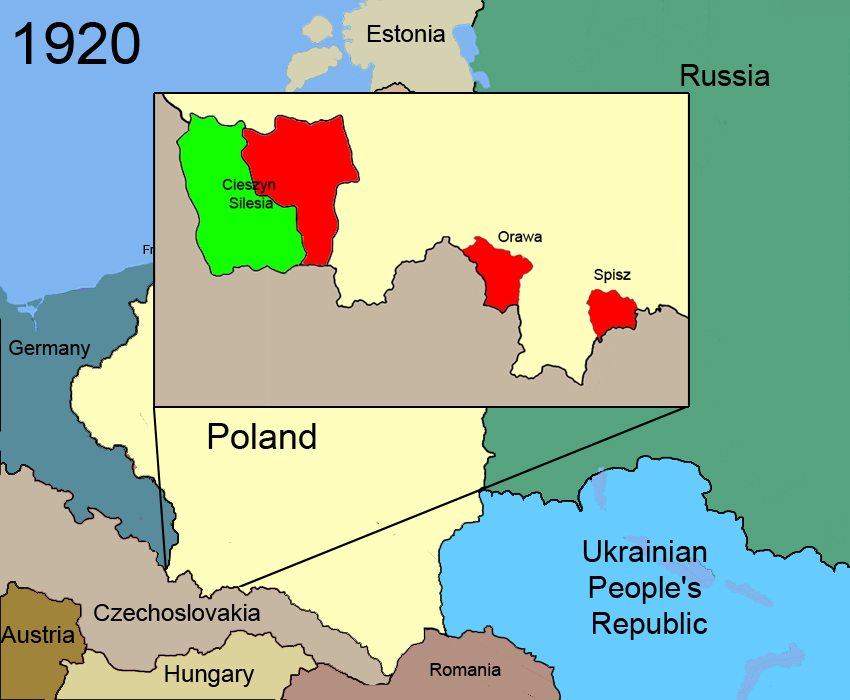
Adeguamenti del territorio tra Cecoslovacchia (verde) e Polonia (rosso).

La Slesia di Cieszyn o Ducato di Cieszyn era una piccola area che il censimento prima della prima guerra mondiale mostrava era prevalentemente polacca in tre distretti (Teschen, Bielsko e Frysztat) e principalmente ceca nel quarto distretto di Frydek. L'importanza economica della Slesia di Cieszyn risiedeva nel ricco bacino carbonifero intorno a Karvina e nella preziosa ferrovia Košice–Bohumín, che collegava la Boemia con la Slovacchia. Nella Slesia di Cieszyn settentrionale, lo svincolo ferroviario di Bohumín, fungeva da crocevia per i trasporti e le comunicazioni internazionali.
Le rivendicazioni su queste regioni divennero violente nel 1919, con un breve conflitto militare, la Guerra dei sette giorni, tra unità polacche e cecoslovacche. I governi alleati fecero pressioni per un cessate il fuoco e il 3 febbraio 1919 fu firmato un accordo di confine polacco-ceco sulla base dell'accordo di divisione etnica del 5 novembre 1918. Questo è stato successivamente modificato alla Conferenza degli ambasciatori a Spa, in Belgio, il 28 luglio 1920. Cieszyn (in tedesco: Teschen) è stato diviso lungo il fiume Olza tra i due stati di nuova creazione di Polonia e Cecoslovacchia. I piccoli sobborghi occidentali di Cieszyn furono uniti alla Cecoslovacchia come la nuova città di Český Těšín insieme alla ferrovia e al bacino carbonifero di Karviná.  La Polonia ricevette la porzione di Cieszyn a est del fiume Olza.  La Conferenza degli ambasciatori divise la regione proprio mentre l'Armata Rossa si avvicinava a Varsavia.

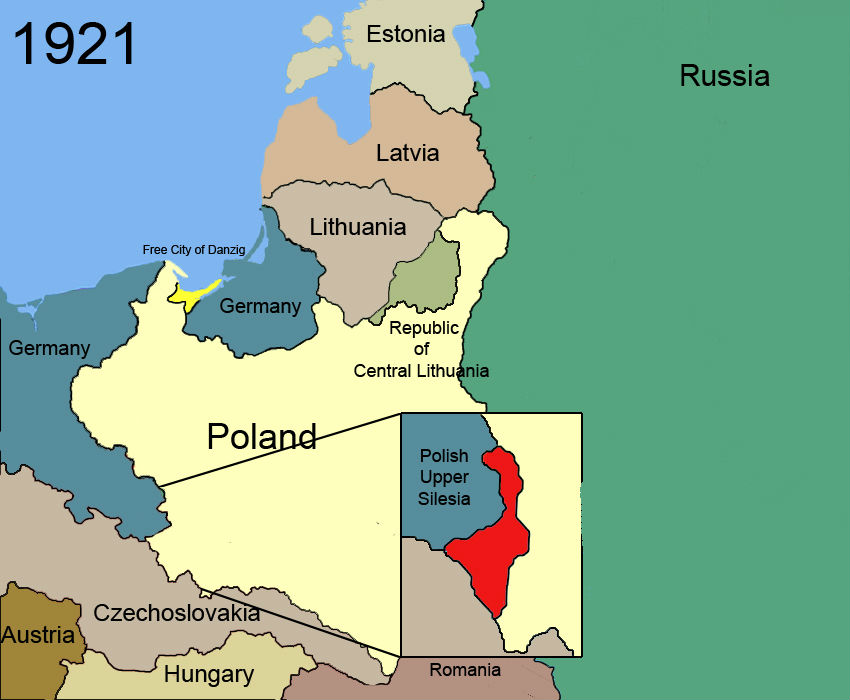
Distretto industriale dell'Alta Slesia (rosso) in Polonia, dopo il plebiscito dell'Alta Slesia nel 1921

Orava e Spiš
La contea di Orava sorse prima del XV secolo. Il territorio della contea è situato lungo il fiume Orava tra Zázrivá e i Monti Tatra. Spisz è situato tra gli Alti Tatra e il fiume Dunajec a nord, le sorgenti del fiume Váh a ovest, i monti minerali slovacchi e il fiume Hnilec a sud, e una linea che va dalla città di Stará Ľubovňa, attraverso i monti Branisko, fino alla città di Margecany a est. Mentre il confine di Orava e Spiš era in arbitrato, molti gruppi hanno combattuto per far parte della Polonia, incluso un certo numero di autori polacchi. Cominciarono a scrivere di presunti trecentomila polacchi che vivevano nel territorio di Orava.
La Conferenza degli ambasciatori decise che la Cecoslovacchia avrebbe ceduto alla Polonia un certo numero di villaggi delle regioni di Orava e Spiš, compresi i comuni di Oravy Srnie, Podvlk, Harkabúz, Nižná Zubrica, Vyšná Zubrica, Oravka, Bukovina-Podsklie, Pekelník, Jablonka, Chyžné , Hladovka, Suchá Hora, Vyšná Lipnica, una parte di Nižné Lipnice e il 4,2% delle nuove comunità piuttosto Belá, con Fridman (insediamento di Falštin) Krompachy, Tribš, Durštín, Čierna Hora, Jurgov, Repiská, Vyšné lapse, Nižné lapse, Nedeca, Kacvín e Lapšanka. 

### 1921
Alla fine del 1921 si verificò un aggiustamento del confine tra la Repubblica di Weimar e la Polonia a seguito delle rivolte della Slesia. La rivolta fu una serie di tre ribellioni armate che ebbero luogo tra il 1919 e il 1921 dal popolo polacco nella regione dell'Alta Slesia contro la Repubblica di Weimar. Il popolo polacco della regione voleva entrare a far parte della Seconda Repubblica Polacca, che era stata istituita dopo la prima guerra mondiale. Il Trattato di Versailles del 1919 prevedeva un plebiscito nell'Alta Slesia nel 1921 per determinare se il territorio dovesse far parte della Germania o Polonia.
Il plebiscito ebbe luogo il 20 marzo 1921, due giorni dopo la firma del Trattato di Riga, che pose fine alla guerra polacco-sovietica. Nel plebiscito sono stati espressi 707.605 voti per la Germania e 479.359 per la Polonia. I tedeschi avevano la maggioranza, con 228.246 voti. Alla fine di aprile 1921 circolavano voci secondo cui l'Alta Slesia sarebbe rimasta in Germania. Ciò portò alla terza rivolta polacca nel maggio-luglio 1921. La questione del problema dell'Alta Slesia fu affidata a un consiglio della Società delle Nazioni. La commissione, composta da quattro rappresentanti, uno ciascuno da Belgio, Brasile, Spagna e Cina. La commissione aveva raccolto i propri dati, intervistando polacchi e tedeschi della regione. Sulla base delle relazioni di questa commissione e di quelle dei suoi esperti, nell'ottobre 1921 il Consiglio assegnò alla Polonia la maggior parte del distretto industriale dell'Alta Slesia.

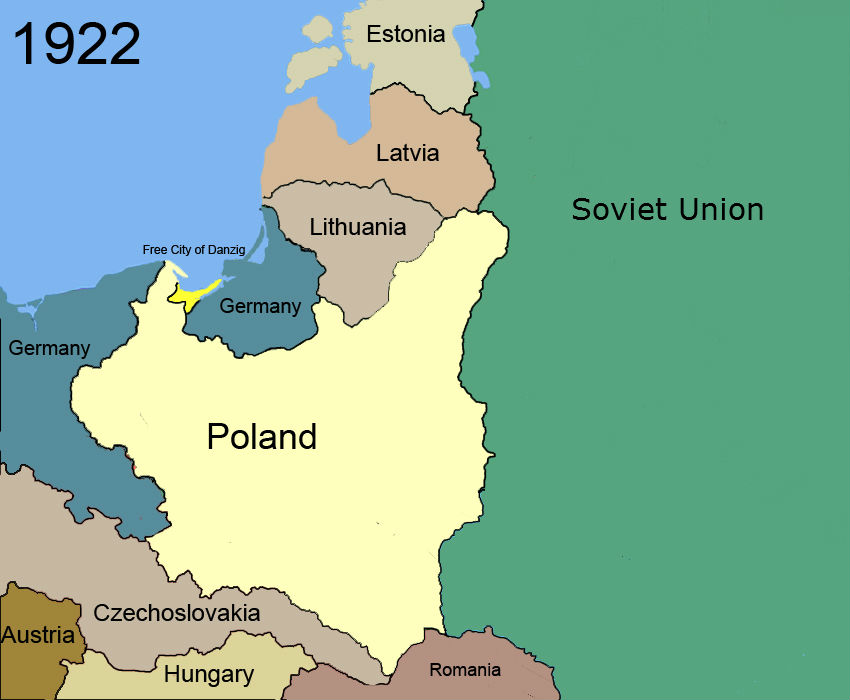
Dopo una serie di ritardi, l'8 gennaio 1922 si tenne un'elezione controversa e la Repubblica della Lituania centrale fu annessa alla Polonia.

### 1922
Dopo una serie di ritardi, l'8 gennaio 1922 si tenne un'elezione controversa per entrare a far parte della Polonia e la Repubblica della Lituania centrale divenne parte della Polonia, finalizzando la geografia della regione di Kresy orientale della Polonia fino all'invasione della Polonia nel 1939.

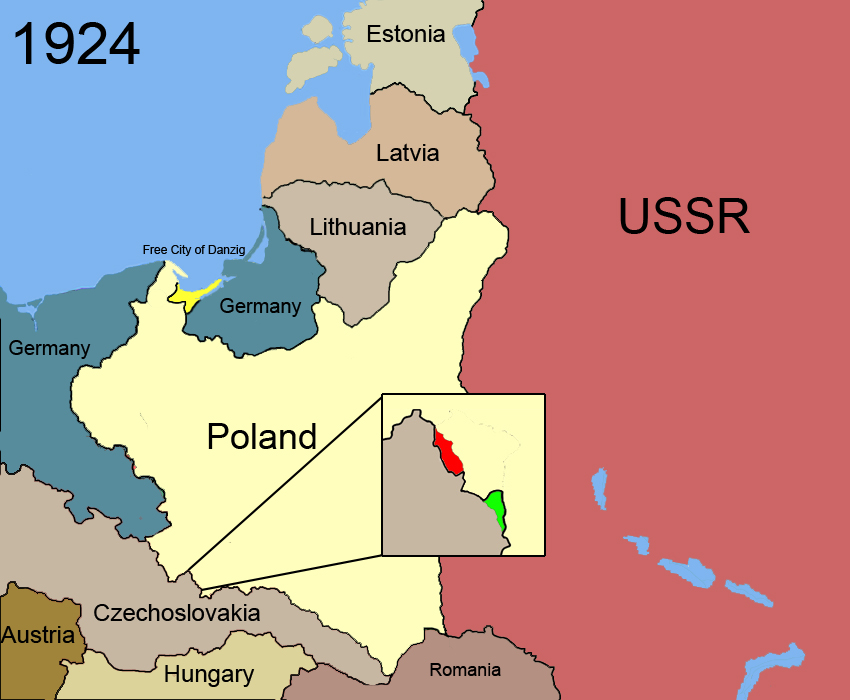
Lipnica Wielka (rosso) è andato in Polonia e Suchá Hora e Hladovka (verde) sono andati in Cecoslovacchia.

### 1924
Il governo polacco non era soddisfatto del confine tra Cecoslovacchia e Polonia deciso dalla Conferenza di pace di Parigi o dalla Conferenza degli ambasciatori. Il conflitto fu risolto solo dalla Corte Permanente di Giustizia Internazionale del Consiglio della Società delle Nazioni. il 12 marzo 1924, che decise che la Cecoslovacchia avrebbe dovuto mantenere il territorio di Javorzyna, che comportò (nel giugno dello stesso anno) un ulteriore scambio di territori a Orava: il territorio intorno a Lipnica Wielka andò alla Polonia, il territorio intorno a Suchá Hora e Hladovka andò alla Cecoslovacchia. 

### 1938

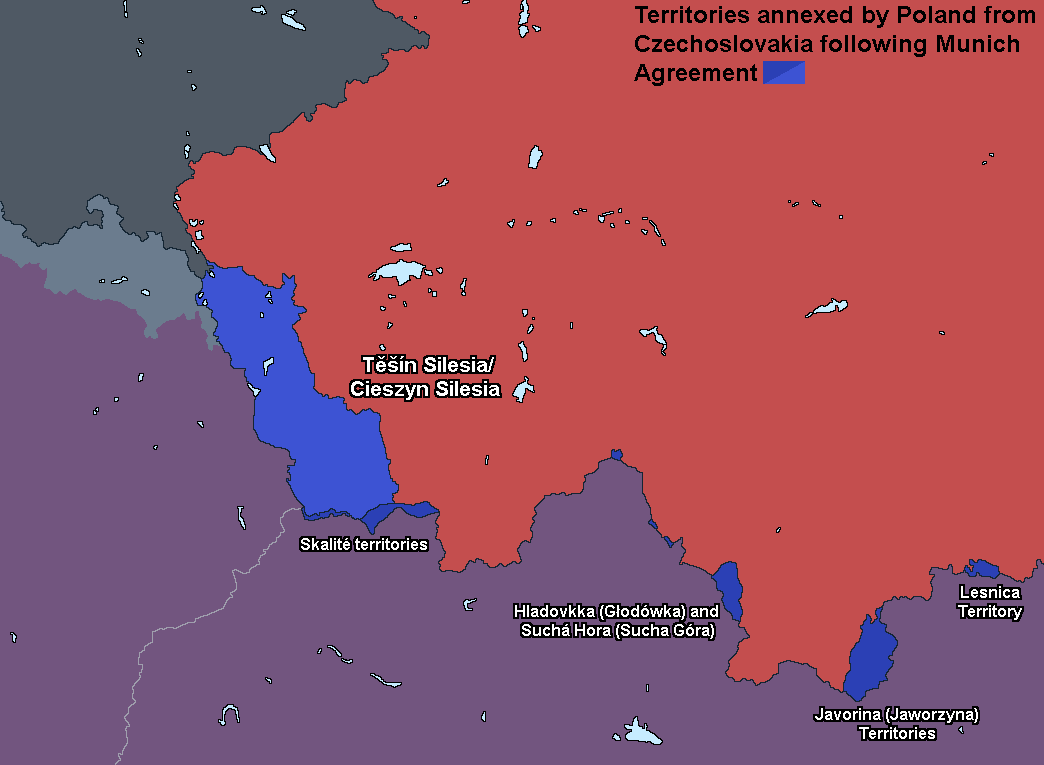
In blu i territori che la Polonia ottenne nel 1938 dalla parte ceca della Cecoslovacchia, in blu scuro quelli ottenuti dalla parte slovacca.

Mentre la Cecoslovacchia veniva assorbita dal Reich tedesco; Zaolzie e la metà ceca di Cieszyn, fu annessa alla Polonia nel 1938 in seguito all'Accordo di Monaco. A mezzogiorno del 30 settembre, la Polonia diede un ultimatum al governo cecoslovacco. Chiese l'immediata evacuazione delle truppe ceche e della polizia da Zaolzie fino a mezzogiorno del giorno successivo. Alle 11:45 del 1º ottobre il ministero degli Esteri ceco ha chiamato l'ambasciatore polacco a Praga e gli ha detto che la Polonia poteva avere ciò che voleva. La Polonia fu accusata di essere complice della Germania nazista.

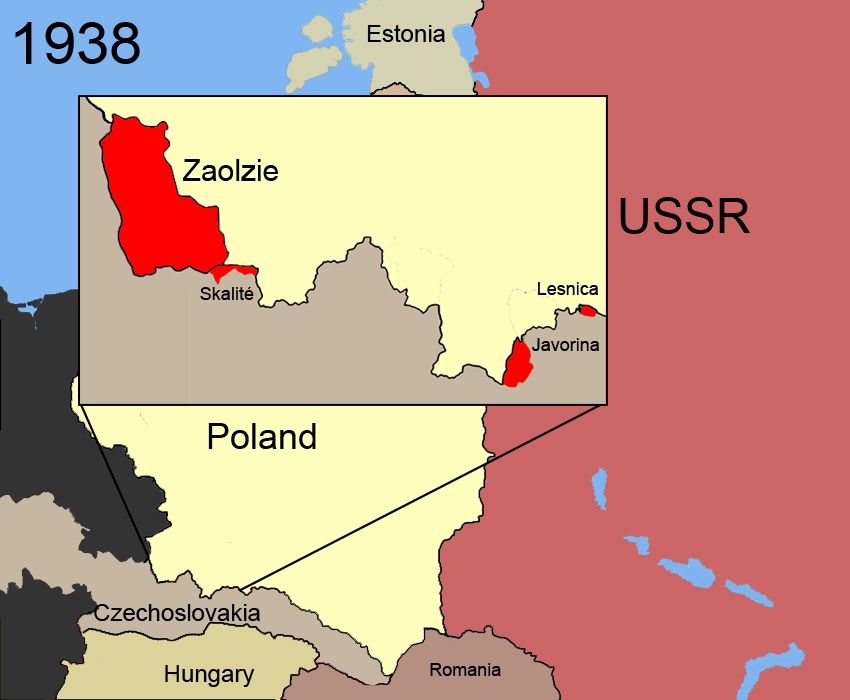
Territori in rosso sequestrati dalla Polonia.

La Polonia si impadronì di Spisz settentrionale e dell'Orawa settentrionale, compresi i territori intorno a Suchá Hora e Hladovka, intorno a Javorina, intorno a Leśnica nei Monti Pieniny, un piccolo territorio intorno a Skalité e alcune altre regioni di confine molto piccole. Ricevettero ufficialmente i territori il 1º novembre 1938. I gruppi militari polacchi iniziarono a realizzare l'assimilazione della popolazione. Il polacco fu introdotto come unica lingua ufficiale e l'intelligence slovacca fu sfollata dai territori.

### 1939
| Anno          | Superficie in km² | Fonte  |
| ------------- | ----------------- | ------ |
| 1928          | 386.273           | [ 88 ] |
| gennaio 1938  | 388.634           |        |
| novembre 1938 | 389.720           | [ 89 ] |

Seconda guerra mondiale
Nel 1939, la Germania e l'Unione Sovietica invasero la Polonia e la divisero in base al Patto Molotov-Ribbentrop.
Dopo l'invasione, la Germania ha annesso le terre perse alla Polonia riformata nel 1919-1922 dal Trattato di Versailles: il corridoio polacco, la Prussia occidentale, la provincia di Posen e parti dell'Alta Slesia orientale. Il consiglio della Città Libera di Danzica ha votato per tornare a far parte della Germania, sebbene polacchi ed ebrei siano stati privati del diritto di voto e tutti i partiti politici non nazisti siano stati banditi. Anche parti della Polonia che non avevano fatto parte della Germania imperiale furono incorporate nel Reich.
Due decreti di Adolf Hitler (8 ottobre e 12 ottobre 1939) prevedevano la divisione delle aree annesse della Polonia nelle seguenti unità amministrative.
- Reichsgau Wartheland (inizialmente Reichsgau Posen), che comprendeva l'intero Voivodato di Poznań, la maggior parte del Voivodato di Łódź, cinque contee del Voivodato di Pomerania e una contea del Voivodato di Varsavia;
- Reichsgau Danzica-Prussia occidentale (inizialmente Reichsgau Prussia occidentale), che consisteva nella restante area del Voivodato di Pomerania e nella Città Libera di Danzica;
- Distretto di Ciechanów (Regierungsbezirk Zichenau), costituito dalle cinque contee settentrionali del Voivodato di Varsavia (Płock, Płońsk, Sierpc, Ciechanów e Mława), che divennero parte della Prussia orientale;
- Distretto di Katowice (Regierungsbezirk Kattowitz), o ufficialmente Alta Slesia orientale (Ost-Oberschlesien), che comprendeva le contee di Sosnowiec, Będzin, Chrzanów e Zawiercie e parti delle contee di Olkusz e Żywiec.

Questi territori avevano un'area di 94.000 chilometri quadrati e una popolazione di 10.000.000 di persone. Il restante territorio polacco fu annesso all'Unione Sovietica o trasformato nella zona di occupazione del governo generale controllata dalla Germania. Le aree orientali della Polonia divennero parte della Bielorussia sovietica (tra cui Białystok, Łomża, Baranowicze e Brest) o dell'Ucraina sovietica (tra cui Lwów, Tarnopol, Lutsk, Rowne e Stanisławów). La città di Vilnius (in polacco: Wilno) con la sua area adiacente fu sequestrata dall'Unione Sovietica e restituita alla Lituania.

### 1941
Dopo l'attacco tedesco all'Unione Sovietica nel giugno 1941, il distretto di Białystok, che comprendeva le contee di Białystok, Bielsk Podlaski, Grajewo, Łomża, Sokółka, Vaŭkavysk e Hrodna, fu annesso alla Prussia orientale. Gli ex voivodati di Leopoli, Stanislavov e Tarnopol' furono annessi al governo generale, formando il suo quinto distretto, Distrikt Galizien.

## Polonia dopo il 1945

### Polonia comunista

Nuovi e vecchi confini della Polonia, 1945

Con i cambiamenti territoriali della Polonia dopo la seconda guerra mondiale del 1945, avvenuti a seguito delle decisioni prese dagli Alleati durante le conferenze di Jalta e di Potsdam, il confine orientale della Polonia fu spostato verso ovest, anche a causa dell'insistenza dell'Unione Sovietica in tal senso. I territori orientali, acquisiti dalla Polonia dopo la guerra sovietico-polacca e che l'Unione Sovietica (eccetto la regione di Białystok) aveva rioccupato nel 1939, furono annessi dalla stessa URSS che ne espulse inoltre la maggior parte della popolazione polacca. In totale la Polonia perse a favore dell'URSS circa 179.000 km² di territorio, corrispondente al 45% del territorio pre-bellico e abitato da 12 milioni di abitanti (di cui 4,3 milioni madrelingua polacchi); oggi questi territori fanno parte di Bielorussia, Ucraina e Lituania.

A compensazione di queste perdite, alla Polonia fu assegnato il territorio della parte meridionale della Prussia orientale, e quelli della Pomerania, Posnania e Slesia, fino ai fiumi Oder e Neiße stabilendo sui loro corsi il confine tra la Germania e la Polonia e luoghi da dove la popolazione tedesca fu a sua volta espulsa. 
La Polonia acquistò inoltre uno sbocco sul Mar Baltico di gran lunga maggiore rispetto a quello fino al 1939.
In queste regioni fu permesso l'insediarsi delle popolazioni polacche in precedenza espulse dall'URSS o provenienti dalla Polonia centrale. 

L'area di Zaolzie, annessa dalla Polonia dopo l'occupazione tedesca della Cecoslovacchia nel 1938, fu invece restituita a quest'ultima per volere di Stalin.

La Polonia perse pertanto circa 178.000 di territori ad est (a favore dell'URSS), ma acquisì circa 101.000 a ovest e nord (ai danni della Germania).
Il territorio polacco nel 1939 era esteso 389.720 km²; nel 1947 l'estensione della Polonia era ridotta invece a 312.679 km², quindi il Paese perse complessivamente oltre 77.000 km² di territori0.

#### Modifiche del confine russo-polacco

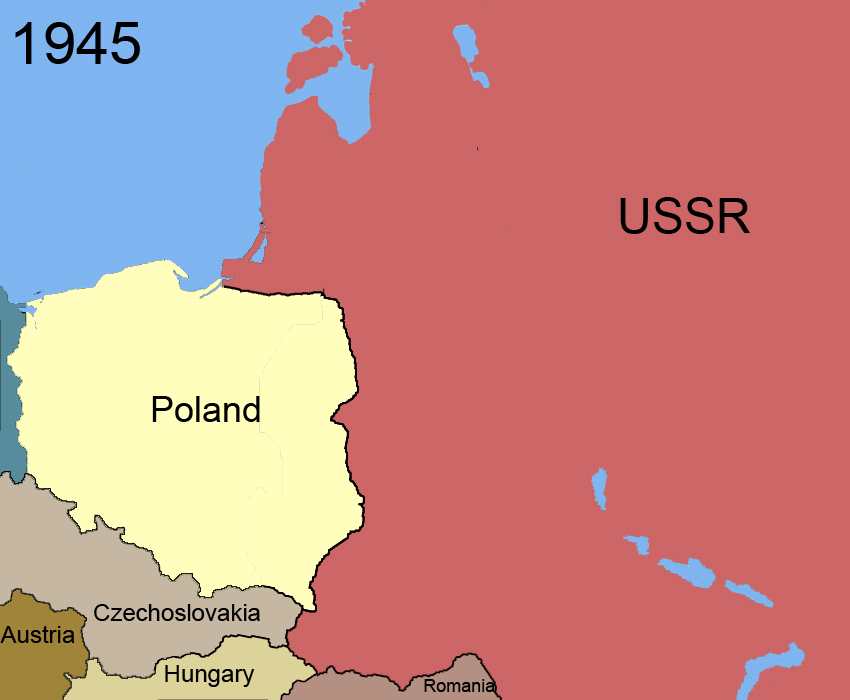
Confine tra Polonia e USSR al 16 agosto 1945.

Il 16 agosto 1945 venne siglato un accordo sul confine tra Polonia e URSS. La porzione occidentale RSS Bielorussa venne ceduta alla Polonia, mentre il Voblast di Białystok venne diviso tra la regione di Brėst e di Hrodna sovietiche e il Voivodato di Białystok polacco.

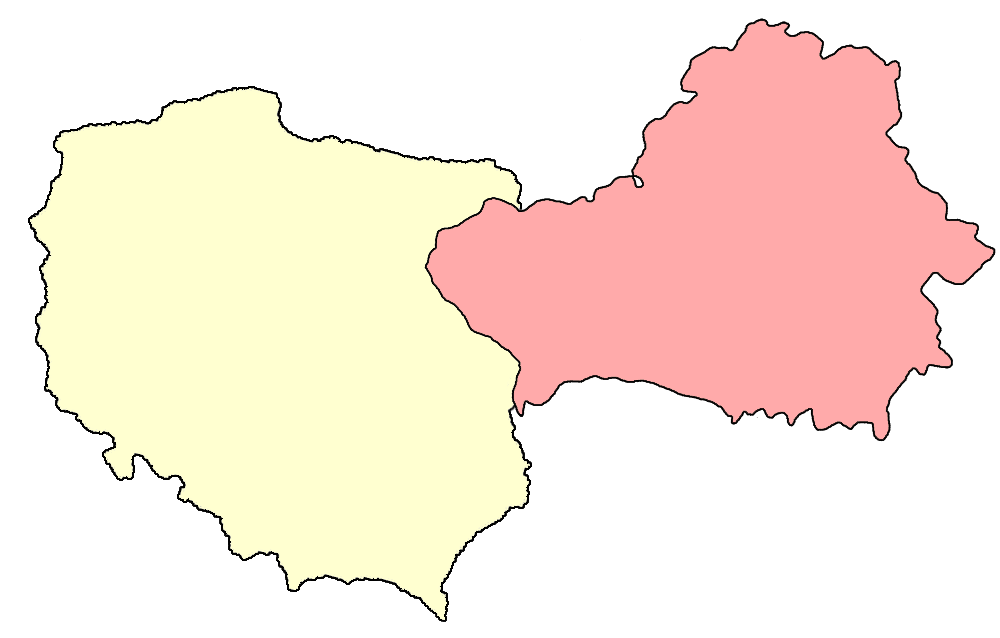
RSS Bielorussa prima della cessione territoriale alla Polonia
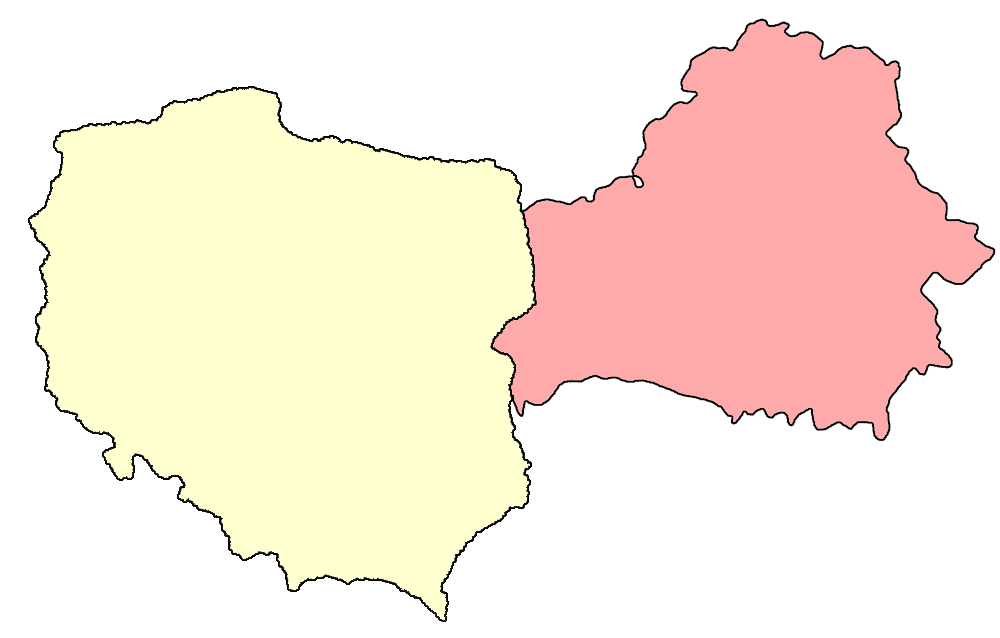
RSS Bielorussa dopo l'aggiustamento territoriale

### Fonti
Annotazioni
1. ↑  Questo è vero soprattutto in riferimento al potere legislativo e in ambito giudiziario. Al di là delle restrizioni imposte alla nobiltà dai sovrani di turno, i re di Polonia non riuscirono mai ad imporsi in maniera autoritaria: Nella pratica, esercitarono una notevole influenza nell'esecutivo fino all'ultimo re di tale periodo, Stanislao II Augusto Poniatowski. Alcuni furono a volte anche accusati di tendenze assolutistiche, ma può anche darsi che la mancanza della personalità necessaria ad imporsi da parte di uno dei sovrani dei secoli in questione abbia favorito la crescente possanza della szlachta nelle stanze del potere: Gierowski (1986), pp. 144–146, 258–261.

1. ↑   UN Statistics (PDF) (archiviato dall'url originale il 22 dicembre 2009).
2. ↑   CIA Factbook.
3. ↑   Główny Urząd Statystyczny, dane za rok 2018, stan na 01.01.2018.
4. ↑   Bankier.pl, Powierzchnia Polski wzrosła o 1643 ha.
5. ↑  Davies, op. cit., pagina 23
6. ↑   Norman Davies, God's Playground. A History of Poland. Volume I: The Origins to 1795., Oxford, Oxford University Press, 2005,  p. 24.
7. ↑   The Times Guide to the Peoples of Europe, Londra, Times Books, 1994,  pp. 275–6, ISBN 0-7230-0624-5.
8. ↑   Von Lewis Bernstein Namier, In the margin of history, Ayer Co Pub, giugno 1939,  p.  303., ISBN 0-8369-0050-2.
9. ↑   Jerzy Lukowski e W. H. Zawadzki, A Concise History of Poland, Cambridge University Press, 6 luglio 2006,  pp. 9-10, ISBN 978-0-521-85332-3. URL consultato il 5 aprile 2012.
10. ↑  Andrzej Buko, "Archeologia Polski wczesnośredniowiecznej", 2007, Ed. Trio.
11. ↑  Thietmari chronicon, vol. I p. 33; argument presented by G. Labuda, Mieszko I, p. 171.
12. ↑  Makk, Ferenc (1993). Magyar külpolitika (896–1196) ("The Hungarian External Politics (896–1196)"). Szeged: Szegedi Középkorász Műhely. pp. 48–49. ISBN 963-04-2913-6.
13. ↑  Ed. Andrzej Chwalba, Kalendarium dziejów Polski (Cronologia della storia polacca), p. 33, Krzysztof Stopka. Copyright 1999 Wydawnictwo Literackie Cracow, ISBN 83-08-02855-1.
14. ↑  Jerzy Wyrozumski, Historia Polski do roku 1505 (Storia della Polonia fino al 1505), Państwowe Wydawnictwo Naukowe (Polish Scientific Publishers PWN), Warszawa 1986, ISBN 83-01-03732-6, pp. 88–93
15. ↑  Autori vari, ed. Marek Derwich and Adam Żurek, U źródeł Polski (do roku 1038) (Fondazione della Polonia (fino all'anno 1038)), p. 168–183, Andrzej Pleszczyński
16. ↑  Wyrozumski, op. cit., pagine 93–96
17. ↑  Various authors, ed. Marek Derwich and Adam Żurek, U źródeł Polski (do roku 1038) (Foundations of Poland (until year 1038)), pp. 182–187, Andrzej Pleszczyński
18. ↑  Atlas historyczny Polski (Atlas of Polish History), 14th edition, ISBN 83-7000-016-9, PPWK Warszawa–Wrocław 1998, p. 5
19. 1 2  Wyrozumski, op. cit., pagine 101–104
20. ↑  Norman Davies, God's Playground, pages:  xxvii.
21. ↑  Norman Davies, God's Playground, page:  60.
22. ↑  Benedykt Zientara, Stanisław Smolka, Peter Oliver Loew, Heinrich der bärtige und seine Zeit: Politik und Gesellschaft im mittelalterlichen Schlesien, Oldenbourg Wissenschaftsverlag, 2002, p. 338, ISBN 3-486-56615-6
23. ↑  Zientara 1997, op. cit., pp. 317–320.
24. ↑  Wiktor Fenrych, Nowa Marchia w dziejach politycznych Polski w XIII i w XIV wiekuPoznań 1959, p. 5
25. 1 2 3  Wyrozumski (1986), pp. 178-180.
26. ↑  (EN) Paul Robert Magocsi, A History of Ukraine: The Land and Its Peoples, 2ª ed., University of Toronto Press, 2010,  p. 136, ISBN 978-14-42-69879-6.
27. ↑  Dvornik (1985), pp. 418-419.
28. ↑  Davies (2006), pp. 392, 461–463.
29. ↑  (EN) Jacek Purchla, From the World of Borders to the World of Horizons, International Cultural Centre, 2001,  p. 50, ISBN 978-83-85-73982-1.
30. ↑  (EN) Zigmantas Kiaupa, The History of Lithuania Before 1795, Istituto di Storia Lituana, 2000,  pp. 124-126, ISBN 978-99-86-81013-1.
31. 1 2   Joseph B. Koncius, Vytautas the Great, Grand Duke of Lithuania, Miami, Franklin Press, 1964,  pp. 40-44.
32. ↑  Stopka (1999), p. 91.
33. ↑  Wyrozumski (1986), pp. 190-195.
34. ↑  Stone, 2001, p. 30.
35. ↑  (EN) Ryszard Zięba, Poland's Foreign and Security Policy, Springer Nature, 2019,  p. 16, ISBN 978-30-30-30697-7.
36. ↑  Bertram Benedict (1919): A history of the great war. Bureau of national literature, inc. p. 21.
37. ↑  Secondo Panstwowe Przedsiebiorstwo Wydawnictw Kartograficznych: Atlas Historyczny Polski, wydanie X, 1990, p. 16, ~ 990.000 km2
38. ↑  Augustyniak 2008, s. 37.
39. ↑  (EN) Rein Taagepera, Expansion and Contraction Patterns of Large Polities: Context for Russia, in International Studies Quarterly, vol. 41, n. 3, settembre 1997,  p. 497, DOI:10.1111/0020-8833.00053, JSTOR 2600793. URL consultato il 14 aprile 2021.
40. ↑  Hans Roos: Polen von 1668 bis 1795. In: Theodor Schieder, Fritz Wagner (Hrsg.): Handbuch der Europäischen Geschichte. Band 4: Europa im Zeitalter des Absolutismus und der Aufklärung. Stuttgart 1968, S. 690–752, hier S. 746ff.
41. ↑   Jarosław Czubaty, Historia dla maturzysty Nowożytność, podręcznik do liceum ogólnokształcącego w zakresie rozszerzonym, Varsavia, Wydawnictwo Szkolne PWN, 2006,  p. 218, 228, ISBN 83-7446-035-0.
42. ↑  (EN) Poland - The Historical Setting ("The Elective Monarchy"), su info-poland.buffalo.edu, 1992. URL consultato il 14 aprile 2021 (archiviato dall'url originale il 4 giugno 2011).
«La bassa nobiltà era ora inclusa nel processo di selezione e il potere del monarca veniva ulteriormente circoscritto a favore dell'aristocrazia in fase di crescita. Da quel momento, il re rimase di fatto inferiore alla classe nobile, in quanto costantemente supervisionato da un gruppo di senatori»
43. ↑  (EN) Mark A. Kishlansky, Patrick J. Geary e Patricia O'Brien, A Brief History of Western Civilization: The Unfinished Legacy, 3ª ed., Longman, 2002,  p. 323, ISBN 978-03-21-09700-2.
44. ↑   Władysław Czapliński, Władysław IV i jego czasy, Universitas, 2008,  p. 403, ISBN 978-83-242-0873-9, 9788324208739.
45. 1 2 3  (EN) The Deluge, 1648–67, su countrystudies.us, USA.gov, 2009. URL consultato il 22 maggio 2009.
46. ↑   Treaty of Wehlau, in Encyclopædia Britannica, 2009. URL consultato il 23 maggio 2009.
«(Sept. 19, 1657), agreement in which John Casimir, king of Poland from 1648 to 1668, renounced the suzerainty of the Polish crown over ducal Prussia and made Frederick William, who was the duke of Prussia as well as the elector of Brandenburg (1640–88), the duchy’s sovereign ruler.»
47. ↑  (EN) Peace of Oliva, in Encarta, 2009. URL consultato il 23 maggio 2009 (archiviato dall'url originale il 28 aprile 2009).
48. 1 2  (EN) Rickard, J, Truce of Andrusovo, su historyofwar.org, 26 luglio 2007. URL consultato il 23 maggio 2009.
49. ↑  (EN) Dariusz Kolodziejczyk, The Ottoman Survey Register of Podolia (ca. 1681), su hup.harvard.edu, Harvard University, 2009. URL consultato il 23 maggio 2009.
50. ↑   Polish–Ottoman War, 1672–1676, su zum.de, 19 novembre 2004. URL consultato il 23 maggio 2009.
51. 1 2   Eternal Peace of 1686, in Encyclopedia of Ukraine, 2009. URL consultato il 23 maggio 2009.
52. ↑  pg 86 –  Robert Bideleux e Ian Jeffries, A History of Eastern Europe: Crisis and Change, New York, Routledge, 1998, ISBN 0-415-16111-8.
53. 1 2   Luciano Guerci, L'Europa del settecento: permanenze e mutamenti, UTET Libreria, 1988,  p. 547, ISBN 978-88-77-50134-9.
54. 1 2  Edward Henry Lewinski Corwin, The Political History of Poland, 1917, pp. 310–315 (Google Print – public domain – full text online)
55. ↑   Catherine the Great (1729–1796), su bbc.co.uk, BBC News, 2009. URL consultato il 23 maggio 2009.
56. 1 2  (EN) R. Nisbet Bain, Slavonic Europe: A Political History of Poland and Russia from 1447 to 1796, Cambridge University Press, 2013,  p. 396, ISBN 978-11-07-63691-0.
57. ↑   Darius von Guttner, The French Revolution, Nelson Cengage, 2015,  p. 139.
58. ↑  Poland, Partitions of. (2008). Encyclopædia Britannica. Consultato il 28 aprile 2008, from Encyclopædia Britannica Online: http://www.britannica.com/eb/article-9060581
59. ↑  pg 97 –  Jerzy Lukowski e Hubert Zawadzki, A concise history of Poland, 5ª ed., Cambridge University Press, 2001,  p. 317, ISBN 0-521-55917-0.
60. ↑   Arturo Vacca Maggiolini, Da Valmy a Waterloo: le guerre della rivoluzione e dell'impero ..., N. Zanichelli, 1939,  p. 73.
61. ↑  (EN) James Harvey Robinson, Readings in European History, vol. 2, Ginn, 1934,  p. 327.
62. ↑  pg 128 –  Piotr Stefan Wandycz, The Price of Freedom: A History of East Central Europe from the Middle Ages to the Present, Routledge; 2ª edizione, 29 maggio 2001,  p. 360, ISBN 0-415-25490-6.pg 128 – The result was the March 1790 Polish–Prussian alliance... Warsaw's viewpoint the alliance made sense, but the sejm's refusal to pay Prussia's price for it... made it of problematic value.
63. ↑  pg 101–103 –  Jerzy Lukowski e Hubert Zawadzki, A Concise History of Poland, illustrata, Cambridge University Press, 1º ottobre 2001,  pp. 101-103, ISBN 0-521-55917-0.- the Prussians and the Russians signed a second treaty of Partition in St Petersburg on 23 January 1793. Catherine would take a slab of land... William would acquire a triangle of territory between Silesia and East Prussia.
64. ↑  (EN) Grzegorz Błaszczyk e Michał Hasiuk, History, Culture and Language of Lithuania, UAM, 2000,  p. 250, ISBN 978-83-23-21067-2.
65. ↑   Marco Guidi e Nanda Torcellan, Europe 1700-1992: L'eta delle rivoluzioni, vol. 4, Electa, 1991,  p. 298.
66. ↑  (PL) Bartłomiej Szyndler, Powstanie kościuszkowskie, Wydawn. Ancher, 1994,  p. 455, ISBN 83-85576-10-X.
67. ↑  (EN) The Three Partitions, 1764–95, su countrystudies.us, USA.gov, 2009. URL consultato il 23 maggio 2009.
68. ↑   Claudio Madonia, Fra l'orso russo e l'aquila prussiana: La Polonia dalla Repubblica Nobiliare alla IV Repubblica (1506-2006), Clueb Edizioni, 2013,  p. 154, ISBN 978-88-49-13800-9..
69. ↑  (DE) Hans Roos, Polen von 1668 bis 1795, vol. 4, Stoccarda, Herausgegeben von Theodor Schieder, 1968,  pp. 746-751.
70. ↑  (EN) Mieczysław B. Biskupski, The History of Poland, Greenwood Publishing Group, 2000,  pp. 18-19, ISBN 978-03-13-30571-9.
71. ↑  Lukowski e Zawadzki, pp. 96-98.
72. ↑  Lukowski e Zawadzki, pp. 101-103.
73. ↑  (EN) Piotr Koryś, Poland From Partitions to EU Accession: A Modern Economic History, 1772–2004, Springer, 2018,  p. 55, ISBN 978-33-19-97126-1.
74. ↑  (EN) Tomasz Kamusella, The Un-Polish Poland, 1989 and the Illusion of Regained Historical Continuity, Springer, 2017,  p. 38, ISBN 978-33-19-60036-9.
75. ↑   Post-Partition Era (19th century) - Constitution of the Duchy of Warsaw, su web.archive.org, 27 settembre 2007. URL consultato il 9 giugno 2022 (archiviato dall'url originale il 27 settembre 2007).
76. ↑   The Congress of Vienna, 1 November 1814- 8 June 1815, su victorianweb.org. URL consultato il 9 giugno 2022.
77. 1 2   Rosemary A. Internet Archive, Polish roots = Korzenie polskie, Baltimore, MD : Genealogical Pub., 1993, ISBN 978-0-8063-1378-8. URL consultato il 9 giugno 2022.
78. ↑   Robert Library Genesis e Ian Jeffries, A history of Eastern Europe : crisis and change, London ; New York : Routledge, 1998, ISBN 978-0-415-16111-4. URL consultato il 9 giugno 2022.
79. 1 2   Iwo Internet Archive, Poland, a historical atlas, New York, N.Y. : Hippocrene Books, 1988, ISBN 978-0-87052-282-6. URL consultato il 9 giugno 2022.
80. 1 2   L. B. (Lewis Bernstein) Internet Archive, In the margin of history, Freeport, N.Y., Books for Libraries Press, 1969, ISBN 978-0-8369-0050-7. URL consultato il 9 giugno 2022.
81. ↑   Robin D. S. Internet Archive e Frederick W. Kagan, The military history of the Soviet Union, New York : Palgrave, 2002, ISBN 978-0-312-29398-7. URL consultato il 9 giugno 2022.
82. ↑  (DE) Stefan Samerski, Das Bistum Danzig in Lebensbildern: Ordinarien, Weihbischöfe, Generalvikare, apostolische Visitatoren 1922/25 bis 2000, LIT Verlag Münster, 2003, ISBN 978-3-8258-6284-8. URL consultato il 10 giugno 2022.
83. ↑   The Avalon Project : The Versailles Treaty June 28, 1919, su web.archive.org, 14 febbraio 2008. URL consultato il 10 giugno 2022 (archiviato dall'url originale il 14 febbraio 2008).
84. ↑   Encyklopedia PWN - Sprawdzić możesz wszędzie, zweryfikuj wiedzę w serwisie PWN - wojna polsko-bolszewicka, su web.archive.org, 11 novembre 2013. URL consultato il 10 giugno 2022 (archiviato dall'url originale l'11 novembre 2013).
85. ↑   Iwo Internet Archive, Poland, a historical atlas, New York, Hippocrene Books, 1988, ISBN 978-0-87052-282-6. URL consultato il 10 giugno 2022.
86. 1 2   Anna M, su acienciala.ku.edu. URL consultato il 10 giugno 2022.
87. 1 2  (EN) Richard M. Watt, Bitter Glory: Poland & Its Fate 1918-1939, Hippocrene Books, 1998-12,  p. 21, ISBN 978-0-7818-0673-2. URL consultato il 26 agosto 2022.
88. ↑  Księga adresowa Polski 1928 – Ustrój państwowy i administracja: Obszar i zaludnienie.
89. 1 2  Historia Polski w liczbach. Ludność. Terytorium, Główny Urząd Statystyczny, Varsavia, 1994, p. 133.
90. ↑  (EN) Michael Brecher, A study of crisis, The University of Michigan Press, 1997,  p. 255, ISBN 978-0-472-10806-0. URL consultato il 26 agosto 2022.
91. ↑  Sylwester Fertacz, "Krojenie mapy Polski: Bolesna granica" (Carving of Poland's map). Alfa. Estratto dall'Internet Archive il 14 novembre 2011.
92. ↑  John B. Allcock, Border and territorial disputes, Longman Current Affairs, 1992, p. 148.
93. ↑  (PL)   Polonia e USSR: Umowa graniczna pomiędzy Polską a ZSRR z 16 sierpnia 1945 roku su Wikisource